# Historia de la botánica

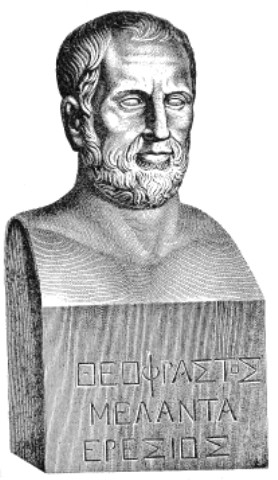
Busto de Teofrasto, considerado como el padre de la botánica.

La historia de la botánica es la exposición y narración de las ideas, investigaciones y obras relacionadas con la descripción, clasificación, funcionamiento, distribución y relaciones de los organismos pertenecientes a los reinos Fungi, Chromista y Plantae a través de los diferentes períodos históricos.
Desde la antigüedad, el estudio de los vegetales se ha abordado con dos aproximaciones bastante diferentes: la teórica y la utilitaria. Desde el primer punto de vista, al que se denomina botánica pura, la ciencia de las plantas se erigió por sus propios méritos como una parte integral de la biología. Desde una concepción utilitaria, por otro lado, la denominada botánica aplicada era concebida como una disciplina subsidiaria de la medicina o de la agronomía. En los diferentes períodos de su evolución una u otra aproximación ha predominado, si bien en sus orígenes —que datan del siglo VIII a. C.— la aproximación aplicada fue la preponderante.
La botánica, como muchas otras ciencias, alcanzó la primera expresión definida de sus principios y problemas en la Grecia clásica y, posteriormente, continuó su desarrollo durante la época del Imperio romano. Teofrasto, discípulo de Aristóteles y considerado el «padre de la botánica», legó dos obras importantes que se suelen señalar como el origen de esta ciencia: De historia plantarum [Historia de las plantas] y De causis plantarum [Sobre las causas de las plantas]. Los romanos contribuyeron poco a los fundamentos de la botánica, pero hicieron una gran contribución al conocimiento de la botánica aplicada a la agricultura. El enciclopedista romano Plinio el Viejo aborda las plantas en los libros XII a XXVI de sus 37 volúmenes de Naturalis Historia.
Se estima que en la época del imperio romano entre 1300 y 1400 plantas se habían registrado en el oeste. Tras la caída del Imperio en el siglo V, todas las conquistas alcanzadas en la antigüedad clásica tuvieron que redescubrirse a partir del siglo XII, por perderse o ignorarse buena parte de ellas durante la alta Edad Media. La tradición conservadora de la Iglesia y la labor de contadas personalidades hicieron avanzar, aunque muy lentamente, el conocimiento de los vegetales durante este período.
En los siglos XV y XVI la botánica se desarrolló como una disciplina científica, separada de la herboristería y de la Medicina, si bien continuó contribuyendo a ambas. Diversos factores permitieron el desarrollo y progreso de la botánica durante esos siglos: la invención de la imprenta, la aparición del papel para la elaboración de los herbarios, y el desarrollo de los jardines botánicos, todo ello unido al desarrollo del arte y ciencia de la navegación que permitió la realización de expediciones botánicas. Todos estos factores conjuntamente supusieron un incremento notable en el número de las especies conocidas y permitieron la difusión del conocimiento local o regional a una escala internacional.
Impulsada por las obras de Galileo, Kepler, Bacon y Descartes, en el siglo XVII se originó la ciencia moderna. Debido a la creciente necesidad de los naturalistas europeos de intercambiar ideas e información, se comenzaron a fundar las primeras academias científicas. Joachim Jungius fue el primer científico que combinó una mentalidad entrenada en la filosofía con observaciones exactas de las plantas. Tenía la habilidad de definir los términos con exactitud y, por ende, de reducir el uso de términos vagos o arbitrarios en la sistemática. Se lo considera el fundador del lenguaje científico, el que fue desarrollado más tarde por el inglés John Ray y perfeccionado por el sueco Carlos Linneo.
A Linneo se le atribuyen varias innovaciones centrales en la taxonomía. En primer lugar, la utilización de la nomenclatura binomial de las especies en conexión con una rigurosa caracterización morfológica de las mismas. En segundo lugar, el uso de una terminología exacta. Basado en el trabajo de Jungius, Linneo definió con precisión varios términos morfológicos que serían utilizados en sus descripciones de cada especie o género, en particular aquellos relacionados con la morfología floral y con la morfología del fruto. No obstante, el mismo Linneo notó las fallas de su sistema y buscó en vano nuevas alternativas. Su concepto de la constancia de cada especie fue un obstáculo obvio para lograr establecer un sistema natural ya que esa concepción de la especie negaba la existencia de las variaciones naturales, las cuales son esenciales para el desarrollo de un sistema natural. Esta contradicción permaneció durante mucho tiempo y no fue resuelta hasta 1859 con la obra de Charles Darwin. Durante los siglos XVII y XVIII también se originaron dos disciplinas científicas que, a partir de ese momento, iban a tener una profunda influencia en el desarrollo de todos los ámbitos de la botánica: la anatomía y la fisiología vegetal.
Las ideas esenciales de la teoría de la evolución por selección natural de Darwin influirían notablemente en la concepción de la clasificación de los vegetales. De ese modo, aparecieron las clasificaciones filogenéticas, basadas primordialmente en las relaciones de proximidad evolutiva entre las distintas especies, reconstruyendo la historia de su diversificación desde el origen de la vida en la Tierra hasta la actualidad. El primer sistema admitido como filogenético fue el contenido en el Syllabus der Planzenfamilien (1892) de Adolf Engler y conocido más tarde como sistema de Engler cuyas numerosas adaptaciones posteriores han sido la base de un marco universal de referencia según el cual se han ordenado (y se siguen ordenando) muchos tratados de floras y herbarios de todo el mundo, si bien algunos de sus principios para interpretar el proceso evolutivo en las plantas han sido abandonados por la ciencia moderna.
Los siglos XIX y XX han sido particularmente fecundos en las investigaciones botánicas, las que han llevado a la creación de numerosas disciplinas como la ecología, la geobotánica, la citogenética y la biología molecular y, en las últimas décadas, a una concepción de la taxonomía basada en la filogenia y en los análisis moleculares de ADN y a la primera publicación de la secuencia del genoma de una angiosperma: Arabidopsis thaliana.

## Introducción
La botánica (en griego: Βοτάνη, lit. 'pasto, forraje'; en latín: botanicus, lit. 'hierba, planta')  y la zoología son, históricamente, las disciplinas centrales de la biología cuya historia está estrechamente asociada con las ciencias naturales, la química, la física y la geología. Se puede hacer una distinción entre la ciencia botánica en sentido puro, como el estudio de las plantas mismas, y de la botánica como ciencia aplicada, que estudia el uso humano de las plantas. La historia natural temprana dividía la botánica pura en tres corrientes principales: morfología-clasificación, anatomía y fisiología, es decir, forma externa, estructura interna y operación funcional.  Los temas más obvios en la botánica aplicada son la horticultura, la silvicultura y la agricultura, aunque hay muchos otros como la ciencia de las malezas, la patología de las plantas, la floristería, la farmacognosia, la botánica económica y la etnobotánica que se encuentran fuera de los cursos modernos de botánica. Desde el origen de la ciencia botánica ha habido un aumento progresivo en el alcance del tema a medida que la tecnología ha abierto nuevas técnicas y áreas de estudio. La moderna sistemática molecular, por ejemplo, implica los principios y técnicas de taxonomía, biología molecular, informática y más.
Dentro de la botánica hay una serie de subdisciplinas que se centran en grupos particulares de plantas, cada una con su propia gama de estudios relacionados (anatomía, morfología, etc.). Aquí se incluyen: ficología (algas), pteridología (helechos), briología (musgos y hepáticas) y paleobotánica (plantas fósiles) y sus historias se tratan en sus propios artículos. A esta lista se puede agregar la micología, el estudio de los hongos, que alguna vez fueron tratados como plantas, pero ahora se clasifican como un reino único.

## Conocimiento antiguo
Las sociedades nómadas  de cazadores-recolectores transmitieron, por tradición oral, lo que sabían (sus observaciones empíricas) sobre los diferentes tipos de plantas que usaban como abrigo, alimento, venenos, medicinas, ceremonias y rituales, etc. Los usos de las plantas por estas sociedades pre-literarias influyeron en la forma en que se nombraban y clasificaban las plantas: sus usos estaban integrados en taxonomías populares, la manera en que se agrupaban según su uso en la comunicación cotidiana. El estilo de vida nómada cambió radicalmente cuando se establecieron comunidades asentadas en una docena de centros a lo largo del mundo durante la Revolución Neolítica, que se extendió desde hace unos 10 000 a 2500 años dependiendo de la región. Con esas comunidades llegó el desarrollo de la tecnología y de las habilidades necesarias para la domesticación de plantas y animales y el surgimiento de la palabra escrita brindó evidencias para el paso al conocimiento sistemático y la cultura de una generación a la siguiente.

### Conocimiento de plantas y selección de plantas

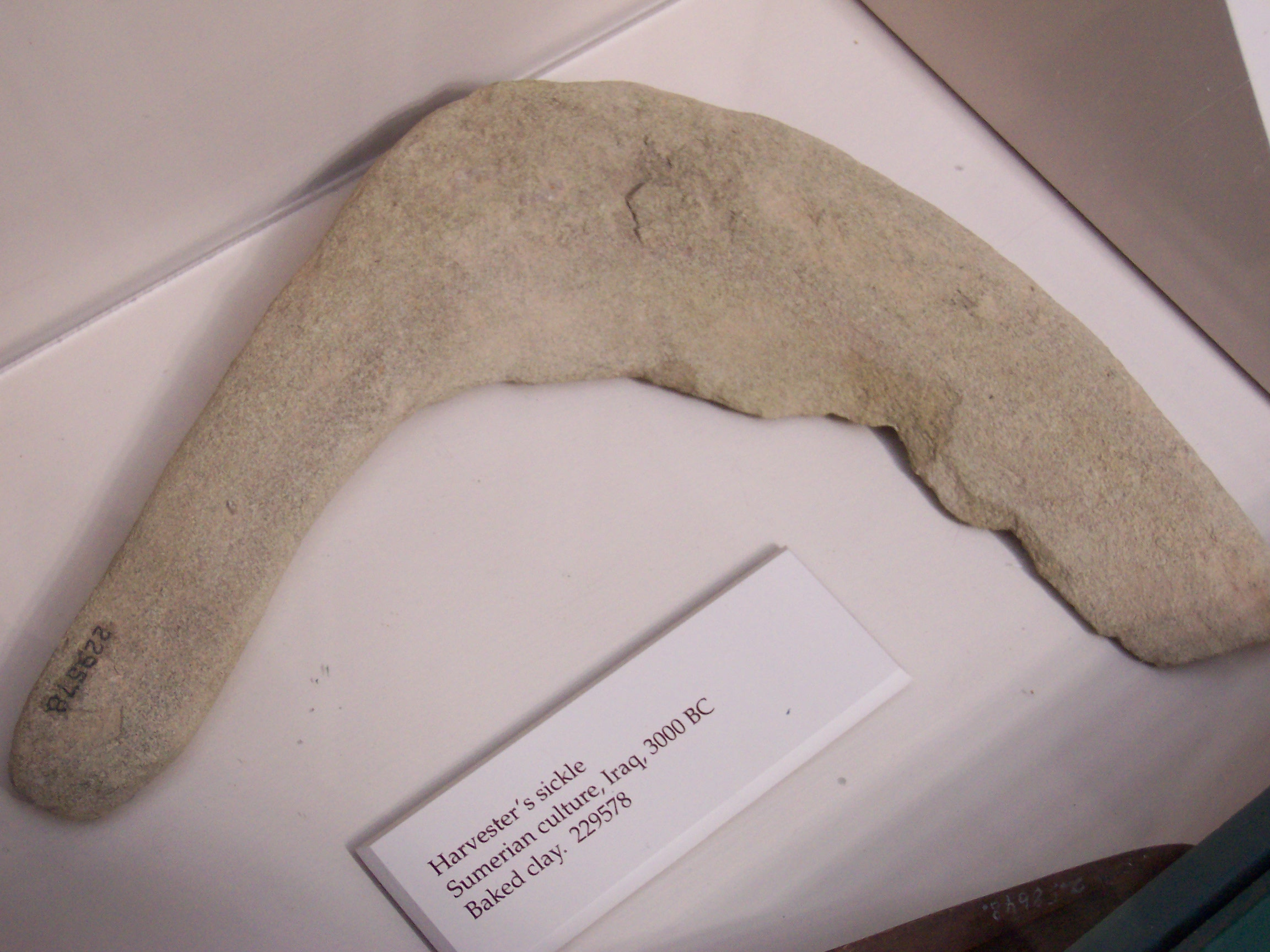
La hoz de un segador sumerio fechada en el 3000 a. C.

Durante la Revolución Neolítica, el conocimiento de las plantas aumentó más obviamente a través del uso de plantas como alimento y medicina. Todos los alimentos básicos de hoy en día fueron domesticados en tiempos prehistóricos a medida que se llevó a cabo un proceso gradual de selección de variedades de mayor rendimiento, posiblemente sin saberlo, durante cientos o miles de años. Las legumbres se cultivaban en todos los continentes, pero los cereales constituían la mayor parte de la dieta regular: el arroz en Asia oriental, el trigo y la cebada en el Medio Oriente y el maíz en América Central y del Sur. Por la época grecorromana plantas alimenticias populares de hoy, incluidas uvas, manzanas, higos, y aceitunas, se enumeraban como variedades nombradas en los primeros manuscritos.  La autoridad botánica William Stearn  ha observado que «las plantas cultivadas son el patrimonio más vital y precioso de la humanidad desde la antigüedad remota».
También es del Neolítico, alrededor del 3000 a. C., cuando aparecen las primeras ilustraciones conocidas de plantas y se leen descripciones de impresionantes jardines en Egipto. Sin embargo, la protobotánica, el primer registro escrito precientífico de las plantas, no comenzó con la comida; nació de la literatura médica de Egipto, China, Mesopotamia e India. El historiador botánico Alan Morton señala que la agricultura era la ocupación de los pobres y sin educación, mientras que la medicina era el reino de los socialmente influyentes,  chamanes sacerdotes, boticarios, magos y médicos, quienes tenían más probabilidades de registrar sus conocimientos para la posteridad.

### Botánica temprana
India antigua
Los escritos védicos de la India mencionan plantas que poseen propiedades mágicas.
El Sushruta Samhita menciona específicamente alrededor de 700 plantas que se utilizaron con fines medicinales. El texto enfatiza la importancia del uso de plantas para tratar diversas dolencias y brinda una comprensión integral de la medicina herbal en la India antigua.
Por otro lado, el Charaka Samhita es otro importante texto ayurvédico que incluye un sistema de clasificación de las plantas. Esta clasificación se basa en diferentes criterios, como el hábitat de la planta, la presencia de flores y frutos, y el modo de propagación. Al categorizar las plantas según estas características, el texto pretendía organizar y sistematizar el vasto conocimiento de las plantas medicinales en la India.
China antigua
En la antigua China, las listas de diferentes plantas y brebajes de hierbas con fines farmacéuticos se remontan al menos a la época de los Reinos Combatientes (481-221 a. C.). Muchos escritores chinos a lo largo de los siglos contribuyeron al conocimiento escrito de las hierbas farmacéuticas. De la dinastía Han (202 a. C.-220 d. C.) es el trabajo notable de Huangdi Neijing y el famoso farmacólogo Zhang Zhongjing. También estuvieron los científicos y estadistas del siglo XI, Su Song y Shen Kuo, quienes compilaron tratados eruditos sobre historia natural, enfatizando la medicina herbal.

## Edad Antigua

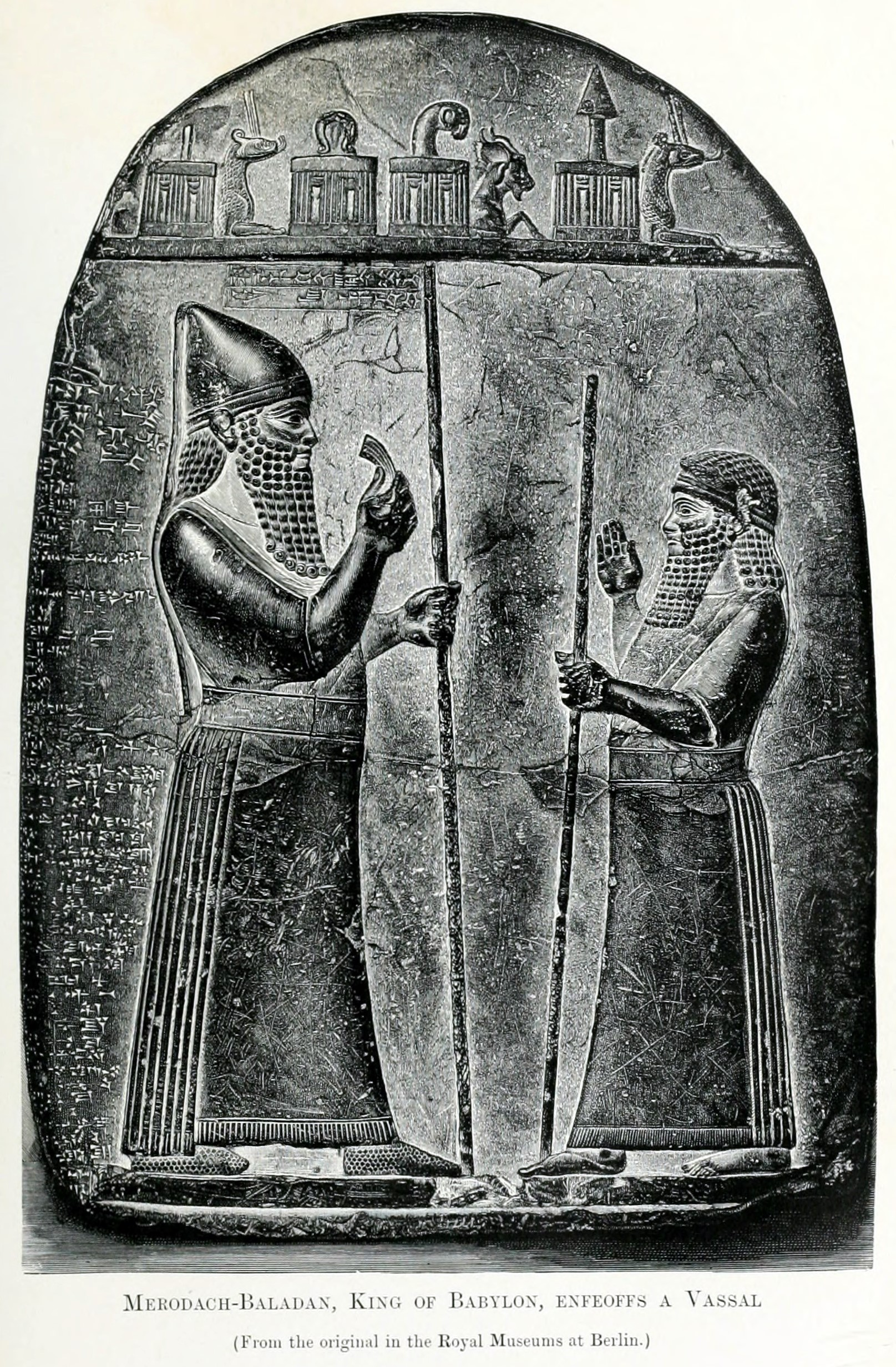
Merodach-Baladan, rey de Babilonia, original del Museo de Berlín.

Debido a su empleo como alimento, vestimenta y cura para las enfermedades, la utilización de las plantas es una de las actividades humanas que ha dejado registros históricos más antiguos. Los primeros provienen del siglo VIII a. C. y se hallan consignados en una tablilla asiria conservada en el Museo Británico, que muestra dos columnas de nombres en sus dos lados, los cuales enumeran no menos de 61 nombres en acadio de las plantas cultivadas en los jardines de Merodach-Baladan (el nombre bíblico de Marduk-apal-iddina II). La columna I de la tablilla se inicia con el ajo, seguido por la cebolla y el puerro, luego menciona la lechuga, el pepino y el rábano, y más tarde continúa con las restantes plantas comestibles, forrajeras, de condimento, medicinales y ornamentales que se cultivaban por entonces en Mesopotamia.
En la antigua China, Shennong, también conocido como el «Emperador de los Cinco Granos», fue un emperador y héroe cultural que vivió hace unos 5000 años y es considerado como el padre de la agricultura china. Shennong enseñó a su gente el cultivo de los cereales como fuente de alimento con el fin de evitar la caza de animales. No obstante, el primer texto específicamente relacionado con la botánica del que se tenga registro fue Tzu-I Pên Tshao Ching (‘La farmacopea clásica de Tzu-I’) y toda la evidencia indica que fue escrito durante la época en que vivió Confucio o poco después (siglo V a. C.).
Sushruta Samhita menciona específicamente alrededor de 700 plantas que se utilizaron con fines medicinales.
Por otro lado, el Charaka Samhita es otro importante texto ayurvédico que incluye un sistema de clasificación de las plantas. Esta clasificación se basa en diferentes criterios, como el hábitat de la planta, la presencia de flores y frutos, y el modo de propagación.

### La Antigüedad clásica

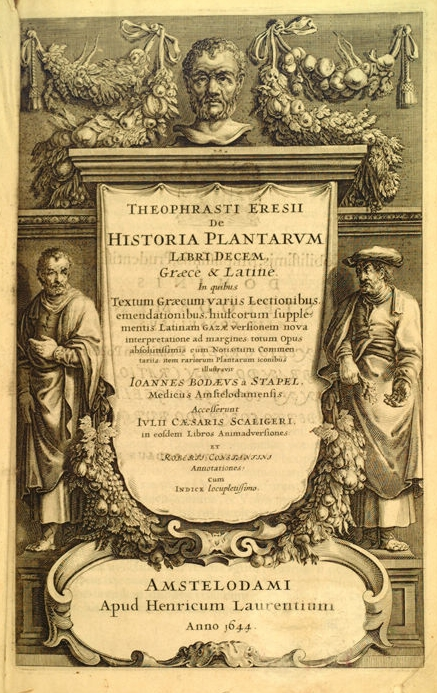
Frontispicio de la edición ilustrada de 1644 de De historia plantarum de Teofrasto.

La ciencia de las plantas, como muchas otras, tuvo la primera expresión definida de sus principios y problemas en la Grecia clásica, en especial en la antigua Atenas del siglo VI a. C. entonces un ajetreado centro comercial en la confluencia de las culturas egipcia, mesopotámica y minoica en el apogeo de la colonización griega del Mediterráneo. El pensamiento filosófico de ese período abarcó libremente muchos temas. 
Un primer interés científico por las plantas, o más bien filosófico, se encuentra en la obra del griego Empédocles de Agrigento (490-430 a. C.), el representante más conocido de la escuela pitagórica. Explicó que las plantas no solo tenían alma, sino también alguna forma de sentido común porque, por mucho que se las impidiese, insistían en su intención y crecían hacia la luz. Empédocles también señaló que el cuerpo de una planta no formaba un todo integrado, como el de un animal, sino que parecía como si cada parte viviera y creciera por su cuenta. Actualmente se expresa la misma idea en términos de desarrollo abierto o indeterminado. Empédocles presagió la teoría evolutiva darwiniana en una formulación cruda de la mutabilidad de las especies y la selección natural. El médico Hipócrates (460- 370 a. C.) evitaba la superstición prevaleciente en su época y abordaba la curación mediante la observación minuciosa y la prueba de la experiencia. En ese momento surgió una genuina y no antropocéntrica curiosidad por las plantas. Los principales trabajos escritos sobre las plantas se extendieron más allá de la descripción de sus usos medicinales a los temas de geografía, morfología, fisiología, nutrición, crecimiento y reproducción de las plantas.
El tratado especial de Aristóteles (384-322 a. C.) sobre las plantas —θεωρία περὶ φυτῶν— se ha perdido, aunque hay muchas observaciones botánicas dispersas en sus otros escritos (estas han sido reunidas por Christian Wimmer en Phytologiae Aristotelicae Fragmenta, 1836), pero dan poca idea de su pensamiento botánico. Recopiló una valiosa información sobre especímenes vegetales y animales de la mayor parte del mundo entonces conocido, dividiendo a las plantas en dos grupos, «plantas con flores» y «plantas sin flores», incluyendo en este último a los helechos, los musgos, las hepáticas, los hongos y las algas observadas hasta entonces.
También en época clásica, Menéstor de Síbaris investigó las causas y diferencias del crecimiento de las plantas, así como los sabores. Fue citado como fuente por Teofrasto.

### Teofrasto y el origen de la ciencia botánica

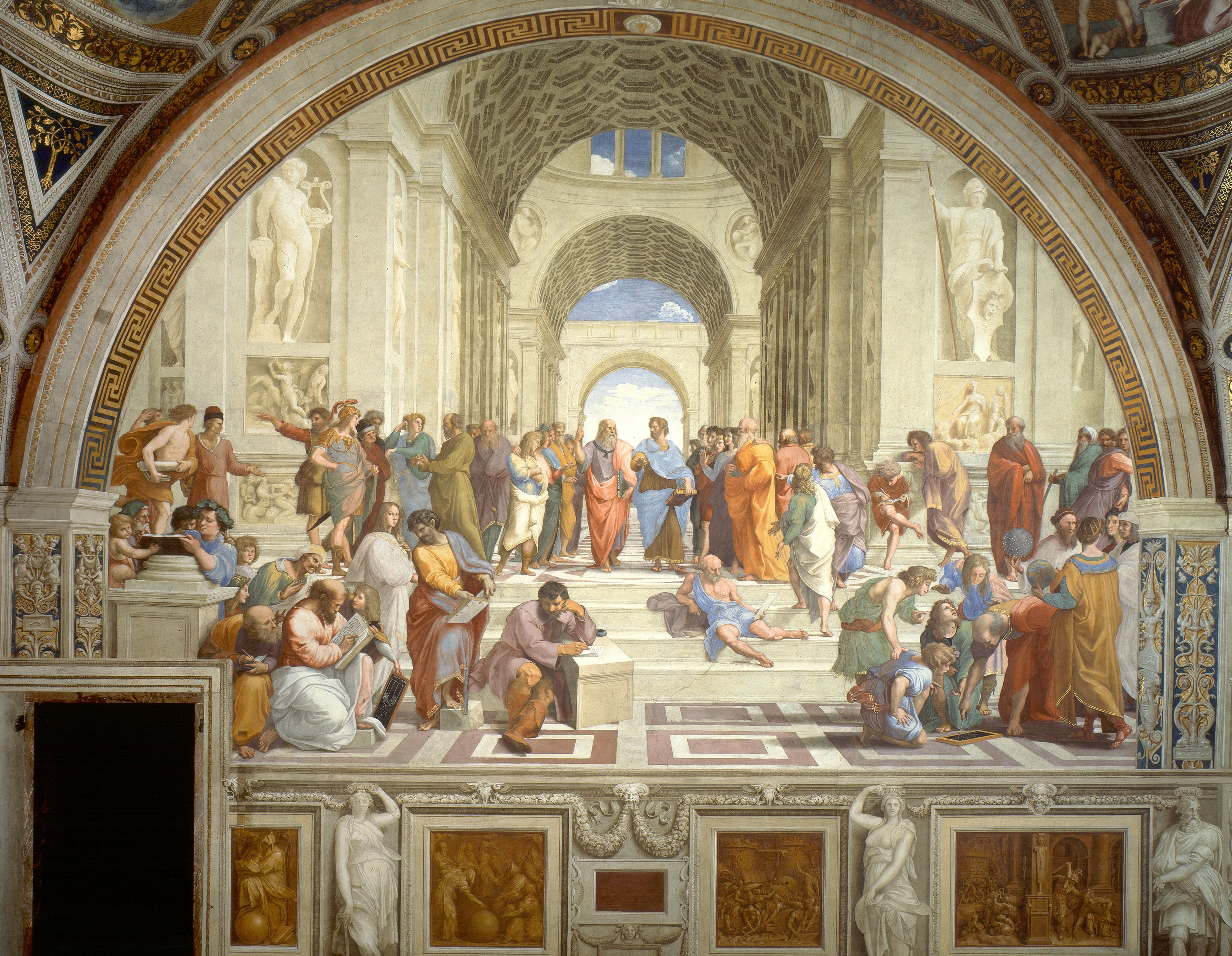
"Escuela de Atenas" (1509-1510), obra al fresco de Rafael en el Palacio Apostólicico, Ciudad del Vaticano

El principal entre los eruditos que estudiaron botánica fue Teofrasto de Eressus (Θεόφραστος; ca. 371-287 a. C.), a quien se hace referencia con frecuencia como el «padre de la botánica». Fue discípulo y amigo cercano de Aristóteles (384-322 a. C.) y lo sucedió como director del Liceo (un establecimiento educativo similar a una universidad moderna) en Atenas con su tradición de filosofía peripatética. El y heredó su biblioteca. El Liceo se enorgullecía de una tradición de observación sistemática de conexiones causales, experimentación crítica y teorización racional. Teofrasto desafió la medicina supersticiosa empleada por los médicos de su época, llamada rhizotomi, y también el control sobre la medicina ejercido por la autoridad sacerdotal y la tradición. Junto con Aristóteles había instruido a Alejandro Magno, cuyas conquistas militares se llevaron a cabo con todos los recursos científicos de la época, el jardín del Liceo probablemente albergaba muchos trofeos botánicos recogidos durante sus campañas, así como en otras exploraciones en tierras lejanas.  Fue en este jardín donde adquirió gran parte de su conocimiento sobre las plantas.

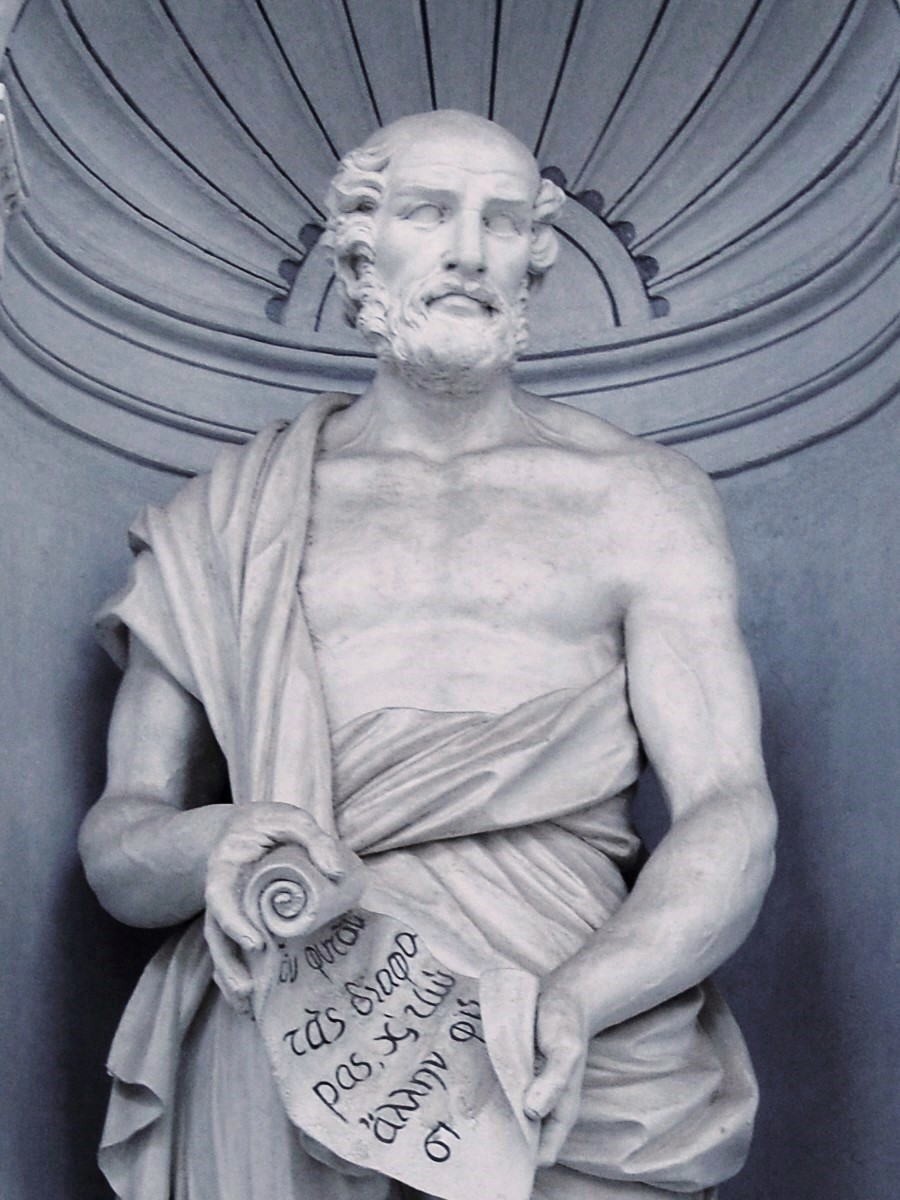
Estatua de Teofrasto (ca. 371-287 a. C.) "Padre de la Botánica" Jardines Botánicos de Palermo Palermo Botanic Gardens}}

Las principales obras botánicas de Teofrasto, que se suelen señalar como el origen de la botánica como ciencia,  fueron la  De historia plantarum [Acerca de la historia de las plantas] y De causis plantarum [Sobre las causas de las plantas], que fueron sus notas de clase para el Liceo. La frase inicial de la Historia... se lee como un manifiesto botánico: «Debemos considerar los caracteres distintivos y la naturaleza general de las plantas desde el punto de vista de su morfología, su comportamiento bajo condiciones externas, su modo de generación y el conjunto curso de su vida». La Historia... son 9 libros de botánica "aplicada" que tratan sobre las formas y la clasificación de plantas y botánica económica, examinando las técnicas de agricultura (la relación de los cultivos con el suelo, el clima, el agua y el hábitat) y la horticultura. Describió unas 500 plantas en detalle, a menudo incluyendo descripciones de su hábitat y su distribución geográfica, y reconoció algunos grupos de plantas que pueden reconocerse como familias de plantas modernas. Algunos nombres que usó, como Crataegus, Daucus, Narcissus y Asparagus , han persistido hasta hoy.
Su segundo libro De causis plantarum cubre el crecimiento y la reproducción de las plantas (similar a la fisiología moderna).   Al igual que Aristóteles, agrupó las plantas en «árboles», «matorral», «arbustos» e «hierbas», que, aunque muy artificial, tuvo gran difusión, y se la considera como la primera clasificación artificial. También hizo otras importantes distinciones y observaciones botánicas. Notó que las plantas podían ser anuales, bienales y perennes, y también esbozó las diferencias entre las plantas monocotiledóneas y dicotiledóneas. Además notó la diferencia entre el crecimiento determinado e indeterminado y los detalles de la estructura floral, delineando los conceptos de hipoginia, periginia y epiginia, es decir, la idea de que las flores se pueden clasificar de acuerdo con la posición relativa del ovario respecto de las demás piezas florales.Morton, 1981, pp. 36–43 Estas notas de conferencias de Teofrasto comprenden la primera exposición clara de los rudimentos de la anatomía, fisiología, morfología y ecología de las plantas, presentados de una manera que no se igualaría durante otros dieciocho siglos. La obra de Teofrasto es la más importante sobre el tema de toda la Antigüedad y la Edad Media.
Incluyó una lista descriptiva de plantas medicinales. Teofrasto reconoció, además, diferencias entre distintos tejidos vegetales y desarrolló ideas básicas sobre varios tipos de reproducción asexual y sexual, conceptos que desafortunadamente no tuvo en cuenta en su clasificación.

### Roma Antigua
Los romanos contribuyeron poco a los cimientos de la ciencia botánica establecidos por los antiguos griegos y la abordaron con un sentido más práctico, menos emparentado con la ciencia pura,  haciendo una sólida contribución al conocimiento de la botánica aplicada como agricultura. En obras tituladas De Re Rustica, cuatro escritores romanos contribuyeron a un compendio Scriptores Rei Rusticae, publicado a partir del Renacimiento, que establecía los principios y la práctica de la agricultura. Estos autores fueron Catón el Viejo (234-149 a. C.), Varrón (116-27 a. C.) y, en particular, Columela (4-70 d. C.) y Palladius (siglo IV d. C.).
El enciclopedista romano Plinio el Viejo (23-79 d. C.) trata sobre las plantas en los libros 12 a 26 de su obra de gran influencia de 37 volúmenes Naturalis Historia (‘Historia natural’), en la que cita con frecuencia a Teofrasto pero con una falta de perspicacia botánica aunque, sin embargo, establece una distinción entre la verdadera botánica, por un lado, y la agricultura y la medicina, por el otro.  Es un amplio compendio de hechos y fantasías sobre los seres vivos en el que, a veces, se confunde lo real con lo ficticio. Se estima que en la época del Imperio romano se habían registrado entre 1300 y 1400 plantas en Occidente.
La misma orientación práctica animó la obra de Dioscórides (ca. 40-90), médico griego al servicio del ejército imperial romano, cuya obra De Materia Medica (‘Los materiales de la medicina’) está dedicada, como su título alude, a la herboristería y tuvo una gran influencia en esa área del conocimiento hasta el año 1600.
Mientras tanto, el estudio de las plantas medicinales no se descuidaba y Pedanius Dioscorides (ca. 40-90), un  médico griego al servicio del ejército imperial romano, compilaba una síntesis completa de la farmacología griega antigua en De Materia Medica [Acerca de la materia de la medicina] (c. 60). Esta obra resultó ser el texto definitivo sobre la herboristería y las hierbas medicinales, tanto orientales como occidentales, teniendo una gran influencia en el saber fitoterapeútico  hasta el Renacimiento.  De Materia Medica, en sus libros 3 y 4, detalla observaciones de 600 plantas que se clasifican de acuerdo con sus propiedades farmacológicas, consiguiendo reconocer grupos naturales de plantas, tales como las labiadas (Lamiaceae) y las umbelíferas (Apiaceae), aunque sus descripciones son muy concisas y el contenido botánico del trabajo fue extremadamente limitado. La obra fue copiada una y otra vez a lo largo de este período.

## Conocimiento medieval

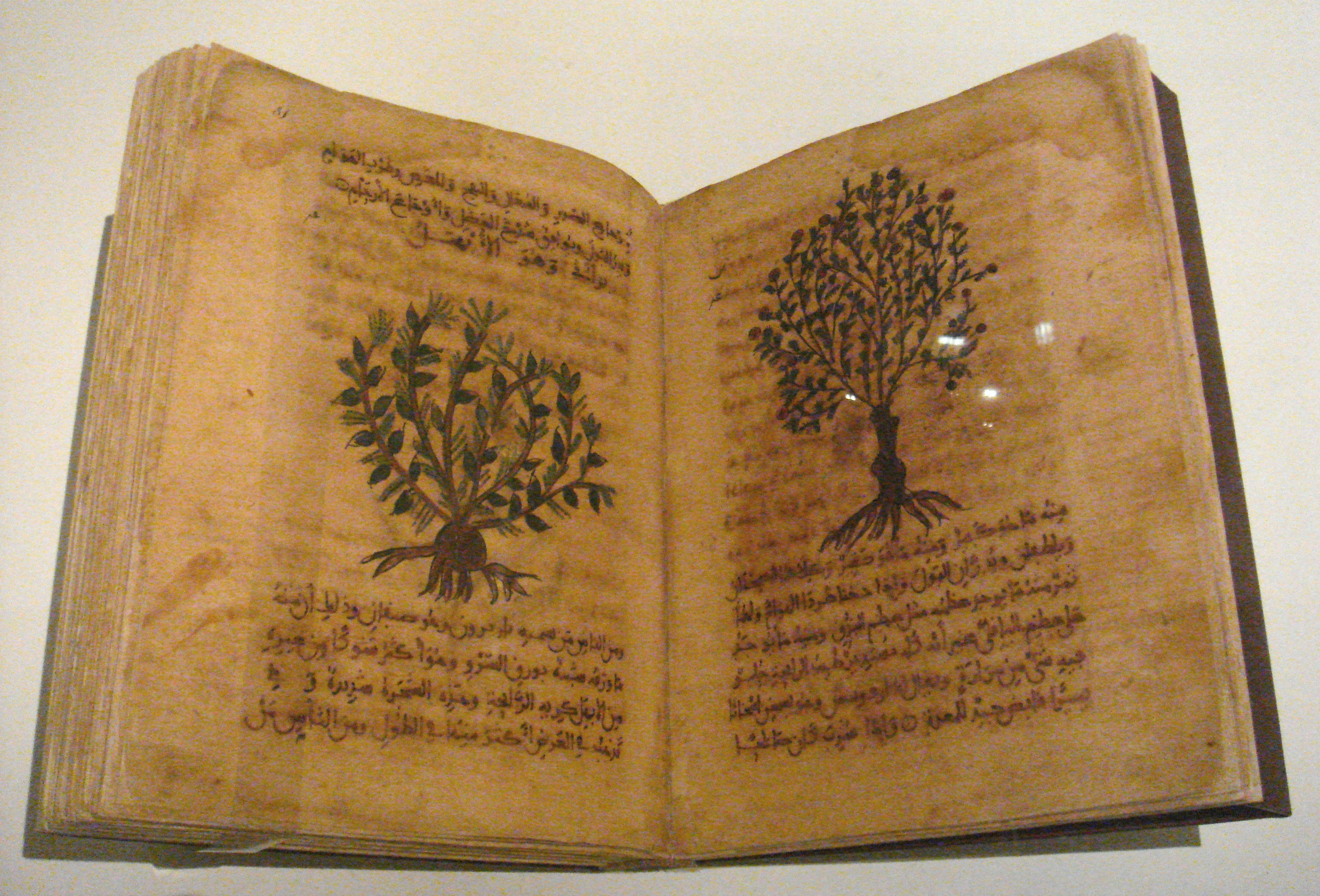
De Materia Medica de Dioscórides en idioma árabe. España, siglo -.

Todas las conquistas alcanzadas en la antigüedad clásica debieron ser redescubiertas a partir del siglo XII, por perderse o ignorarse buena parte de ellas durante la alta Edad Media, tras la caída del Imperio romano en el siglo V. Solo la tradición conservadora de la Iglesia y la labor de contadas personalidades hicieron avanzar, aunque muy lentamente, el conocimiento de los vegetales.
Durante la Edad Media debe señalarse la gran importancia que tuvieron los árabes, que dominaron en aquellas épocas gran parte de Occidente. El pensador kurdo Ābu Ḥanīfah Āḥmad ibn Dawūd Dīnawarī (828-896) se considera el fundador de la botánica árabe debido a su obra Kitâb al-nabât (‘'Libro de plantas'’), en la cual se reseñan al menos 637 especies de plantas y se discute el desarrollo vegetal, desde la germinación hasta la senescencia, describiendo las fases del crecimiento y la producción de flores y frutos.
La obra de Teofrasto De historia plantarum sirvió como un punto de referencia durante varios siglos y fue ampliada aproximadamente en el año 1200 por Giovanni Bodeo da Stapelio quien agregó comentarios y dibujos. En ese mismo siglo, Abu al-Abbas al-Nabati desarrolló un método científico para la botánica, introduciendo técnicas empíricas y experimentales para las pruebas y descripciones de las hierbas medicinales, separando la información no verificada de aquella respaldada por la observación y la experimentación. Su alumno, Ibn al-Baitar (1197-1248), escribió una enciclopedia farmacéutica (Kitāb al-Jāmiʻ li-mufradāt al-adwiya wa-l-aghdhiya, en la que se describieron 1400 especies de plantas, alimentos y drogas, 300 de los cuales eran descubrimientos propios. Su obra fue traducida al latín y tuvo una gran influencia en el desarrollo de los biólogos y herboristas europeos de los siglos XVIII y XIX. Durante el califato de Córdoba se destacó la labor de Abul-Qasim Khakaf ibn al Abbas al Zahravi, más conocido como Albucasis (936-1013), quien escribió su Higiene, obra que contiene 166 dibujos de plantas con comentarios acerca de ellas. De importancia central en esta época fue Alberto Magno (1193-1206), cuya obra De vegetabilis et plantis libri septem (‘Siete libros de vegetales y plantas’, 1250), compuesta por siete libros, constituye un ensayo de inspiración aristotélica en el que se incluyen problemas de Fisiología vegetal y una clasificación de las plantas refundiendo la de Aristóteles y la de Teofrasto y en la que se distinguen las plantas «sin hojas» (en donde se incluyen buena parte de las criptógamas) de las plantas «con hojas» (las plantas superiores). Estas últimas, a su vez, las dividió en «plantas corticadas» (las que luego serían denominadas monocotiledóneas) y «plantas tunicadas» (más tarde conocidas como dicotiledóneas).

### El herbario medieval
Los estudiosos de las plantas del período manuscrito consideraban útil ilustrar sus escritos para hacerlos más inteligibles; y con este fin incorporaron en sus textos ilustraciones coloreadas. Pero los sucesivos copistas, a lo largo de un período de mil años, fueron añadiendo progresivas distorsiones, por lo que las ilustraciones, en vez de resultar una ayuda, se convirtieron en un obstáculo para la claridad y precisión de las descripciones. Por otra parte, aquellos autores que renunciaban a incorporar ilustraciones en sus textos, comprobaron que sus descripciones textuales eran incapaces de describir las plantas con suficiente fidelidad como para que pudieran ser reconocidas, pues las mismas plantas recibían nombres diferentes en los distintos lugares y, además, el lenguaje botánico no estaba desarrollado. De ahí que, finalmente, muchos autores renunciaran también a describir las plantas y se contentaran con enumerar todos los nombres que conocían de cada planta, así como las dolencias humanas para las que resultaban beneficiosas. Esta enumeración de nombres comunes de plantas y sus usos medicinales constituían el herbario medieval.

## Renacimiento

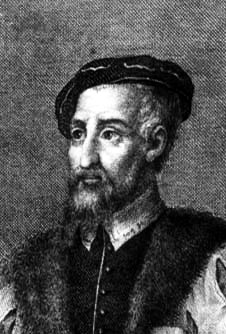
Andrés Laguna.

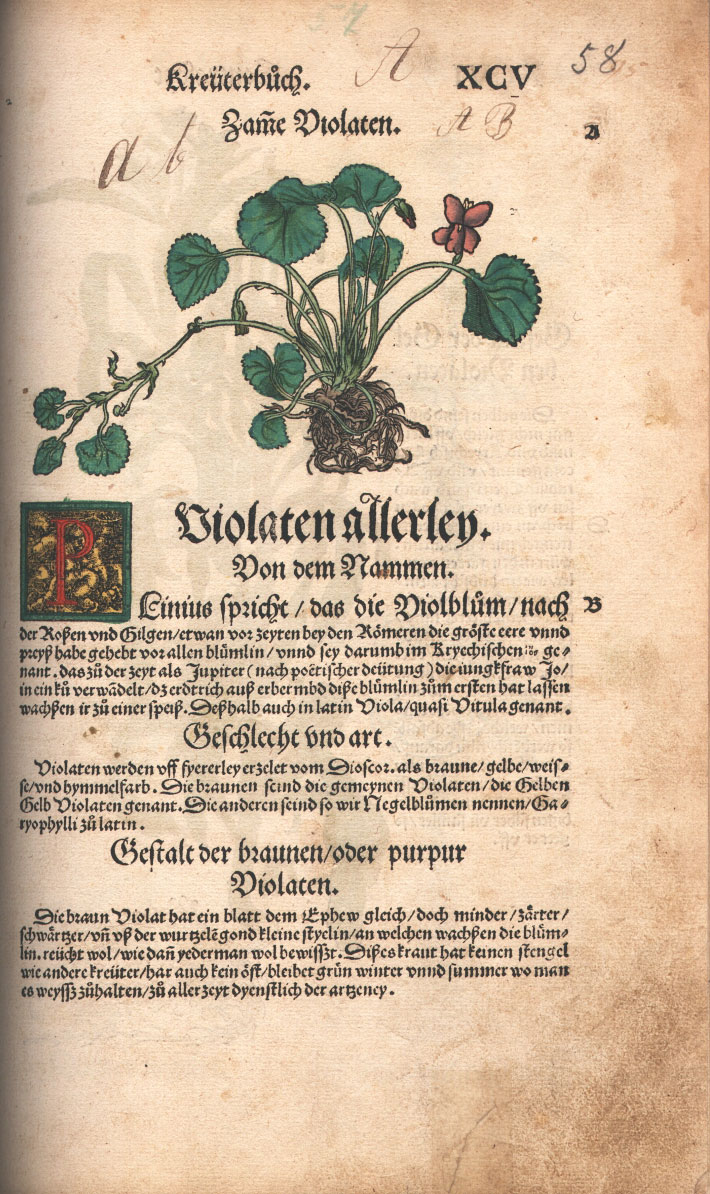
Página sacada del Contrafayt Kreüterbuch de Otto Brunfels.

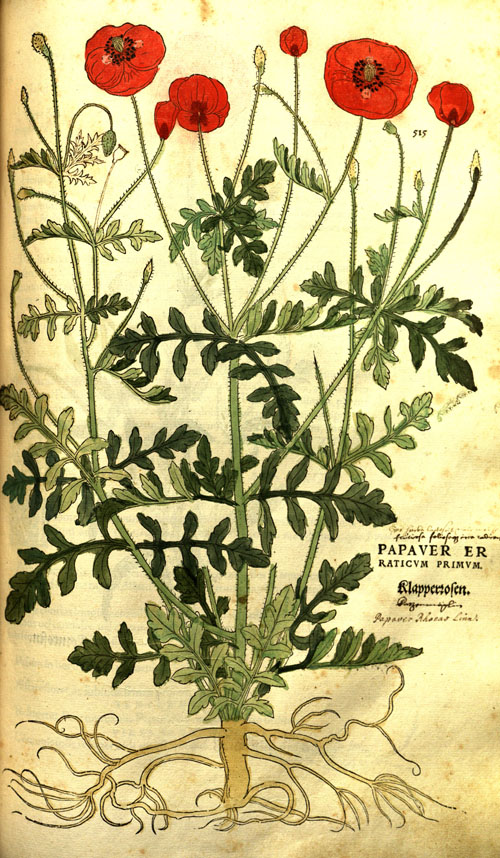
Grabado de «Papaver erraticum primum»,en De historia stirpium commentarii insignes (1542), de Leonhart Fuchs (ilustraciones de Albrecht Meyer, Heinricus Füllmaurer y Veit Rudolph Speckle)

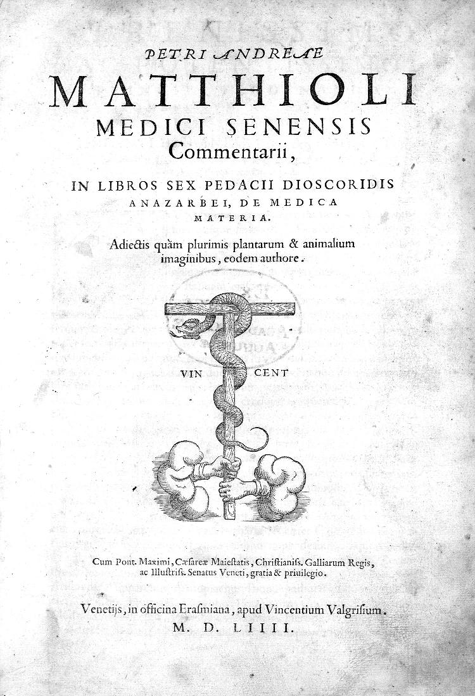
Página de título de Commentarii, In Libros Sex Pedacii Dioscoridis Anazarbei de Pierandrea Mattioli.

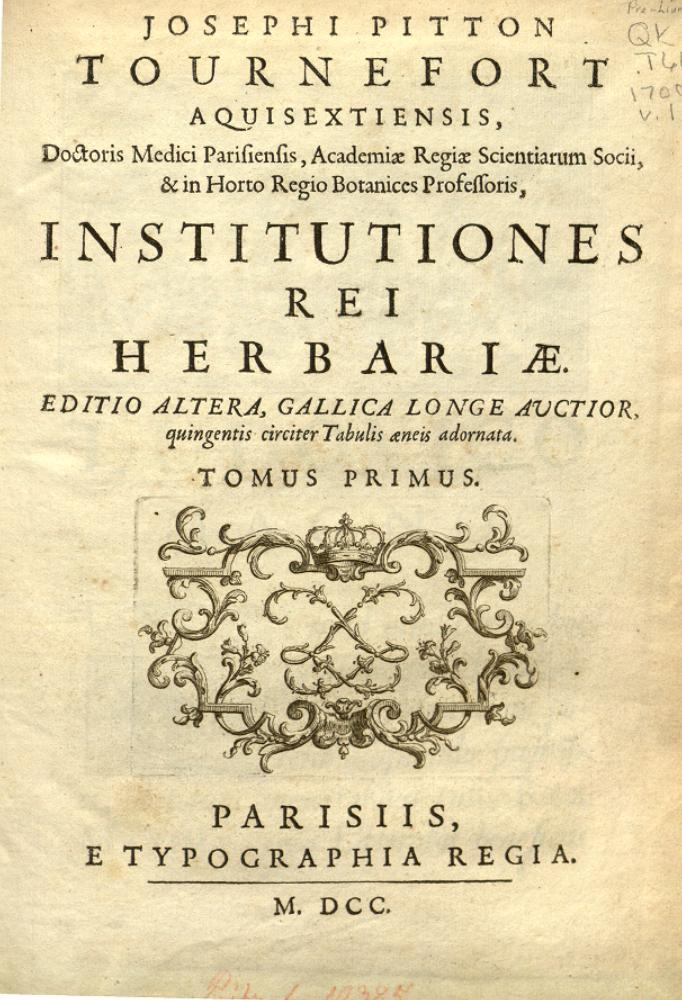
Tapa de Institutiones Rei Herbariae (1700).

El Renacimiento supuso una revolución en el mundo de las ciencias, pues se emprendió el estudio minucioso del universo material y de la naturaleza humana por medio de hipótesis y experimentos, que se esperaban condujesen a la novedad y al cambio. Diversos factores contribuyeron al desarrollo y progreso de la botánica: la invención de la imprenta, la aparición del papel para la elaboración de los herbarios, y el desarrollo de los jardines botánicos (el primero fue el de Padua, en 1545), factores todos que conjuntamente supusieron un incremento notable en el número de plantas conocidas, todo ello unido al desarrollo del arte y ciencia de la navegación que permitió la realización de expediciones botánicas.
La obra De Materia Medica de Dioscórides, no fue nunca olvidada, sino copiada y a veces comentada o ampliada, durante la Edad Media y el Renacimiento, no solo en Europa sino también en el mundo islámico. La primera versión impresa es de 1478, pero a partir de 1516 se sucedieron numerosas ediciones ilustradas y comentadas, entre las que destacan la italiana de Andrea Mattioli, probablemente la que más contribuyó a la difusión de la obra de Dioscórides, o la edición española de Andrés Laguna.
En el siglo XVI se fundaron, en el norte de Italia, los primeros jardines botánicos. El estudio empírico de las plantas de cada país y de las exóticas, traídas por los exploradores europeos y cultivadas en los jardines, comenzó de nuevo, y empezaron a publicarse tratados y catálogos que ya no se limitaban a reproducir o simplemente comentar la obra de los antiguos, sino que, comprobada la insuficiencia de los catálogos antiguos, buscaban obtener y presentar un conocimiento lo más exhaustivo posible de la diversidad de las plantas. El esquema clasificatorio siguió siendo en este periodo deudor del de Teofrasto. A comienzos del siglo XVI, un grupo de botánicos centroeuropeos se interesaron particularmente por las cualidades curativas de las plantas y se esforzaron en dibujar y describir con fidelidad las plantas que crecían en su tierra natal, que publicaron en libros «sobre hierbas» o «herbarios», por lo que se les conoce como «herboristas». Estos herbarios, que contenían un listado y descripción de numerosas hierbas, sus propiedades y virtudes, particularmente referidas a su utilización como plantas medicinales, tuvieron la virtud de suplementar y, más tarde, reemplazar el conocimiento transmitido oralmente. Los primeros herbarios de este tipo proveían solamente información sobre las propiedades medicinales, reales o imaginarias, de un grupo de plantas. Con el correr del tiempo, tales herbarios fueron incluyendo un mayor número de especies, muchas de ellas carentes de valor medicinal pero con ciertas características inusuales u ornamentales. El número de copias de estos herbarios manuscritos debe haber sido bastante limitado. La invención de la imprenta no solo permitió multiplicar la cantidad de estas obras, sino también la reproducción de dibujos con una mayor calidad que la de sus predecesores.
El primero de los herbarios que se escribió en Europa en este período en el que, si bien se utilizaba como base la indiscutible autoridad científica de Dioscórides, al que se fueron añadiendo en forma progresiva descripciones de nuevas plantas de las regiones en las que los autores vivían, fue  Herbarium vivae Eicones del herborista Otto Brunfels (ca. 1488-1534), publicado en Estrasburgo en 1530 y 1536. En esta obra, ilustrada con muy buenos grabados en madera, Brunfels describió todas las plantas que conocía. Comenzaba sus descripciones con la lista de nombres del lugar en diferentes idiomas, seguido de citas de autores antiguos. Terminaba dando su propio juicio sobre la planta y sus poderes, teniendo la obra, como todos los libros botánicos de la época, una vocación terapéutica. La organización de su libro es muy similar a la de Conrad Gessner (1516-1565) sobre los animales. Fuchs, sin embargo, no adoptó ningún sistema de clasificación y comenzó con el plantago «porque es común y porque más que cualquier otra planta da testimonio de la omnipotencia divina». Carl von Linné apodaba a Brunfels «padre de la botánica», y conjuntamente con Jerome Bock y Leonhart Fuchs, es considerado uno de los tres padres de la farmacognosia.
La obra (New) Kreuter Buch (‘Nuevo libro de hierbas’, 1539) de Jerome Bock (también conocido como Hieronymus Tragus, 1498-1554) ha sido reconocida no solo por sus descripciones de plantas sino también como una fuente del idioma alemán tal como se hablaba en el siglo XVI. La primera edición de su obra carecía de ilustraciones ya que Tragus no podía afrontar su costo. Para compensar la falta de representaciones visuales de las plantas, Bock describió cada espécimen clara y minuciosamente en el alemán vernáculo hablado por la gente en vez del latín usualmente utilizado en este tipo de obras. Asimismo, en lugar de seguir a Dioscórides como era tradicional, desarrolló su propio sistema de clasificación de las 700 plantas que componían su libro. La obra De historia stirpium commentarii insignes [Comentarios notables acerca de la historia de las plantas, 1542] del médico alemán Leonhart Fuchs (1501-1566), no se llegó a completar, pero sí la traducción alemana Neu Krauterbuch [Nuevo libro de hierbas, 1543], en la que se dedican varias páginas a un glosario terminológico botánico y se describen 500 especies, de ellas 400 alemanas. Sus hermosas ilustraciones, ya que pensaba que «Una figura expresa las cosas con más seguridad y más profundamente en la mente que las palabras desnudas del texto», serán retomadas muy a menudo más adelante. La obra, escrita por un médico más que por un botánico, describe en particular los aspectos farmacológicos (su temperamento, sus poderes), a pesar de que también se esbozan ciertas características morfológicas, hábito de crecimiento (y su estacionalidad, en qué momento se debía recolectar) y hábitat. Las especies presentadas están en estricto orden alfabético por sus nombres griegos —de hecho, Fuchs no hizo ningún intento por delinear un sistema de clasificación de las mismas— y recogió muchas plantas decorativas que no tenían un uso terapéutico.
En este período se destacó también Matthias de L'Obel (o Lobelius) (1538-1616), autor de Stirpium adversaria nova (1570), posteriormente editada con el título de Plantarum seu stirpium historia (1576) y en la que muestra una clasificación basada en caracteres de las hojas, que a pesar de llegar a conclusiones inexactas, traza de un modo muy aproximado la diferencia entre monocotiledóneas y dicotiledóneas. Euricius Cordus (1486-1535) escribió el Botanologicon (1534) y su hijo Valerius Cordus (1515-1544), fue autor de obras tan importantes como Historia stirpium libri V (1561), publicadas tras su muerte, en las que se describen 502 especies con excelentes ilustraciones. Carolus Clusius (1525-1609), un eximio botánico y horticultor, fue el autor de Rariorum plantarum historia, libro ilustrado con más de mil grabados y donde trató de agrupar a las especies por sus afinidades, basándose en descripciones morfológicas sumamente precisas. Ayudó a crear uno de los primeros jardines botánicos formales de Europa, el Jardín botánico de la Universidad de Leiden. Como horticultor se le recuerda por haber introducido el tulipán en Holanda e iniciar su cultivo y mejoramiento genético, lo que pocos años más tarde originaría una de las primeras especulaciones financieras que se recuerdan, la tulipomanía.
Otros «herboristas» fueron Rembert Dodoens, con Stirpium historiae pemtades (1583), Tabernaemontanus autor de Icones (1590), Adam Lonitzer, Jacques Daléchamps, Nicolás Monardes (Historia medicinal de las cosas que se traen de nuestras Indias Occidentales) y Conrad Gessner.
La obra Pinax theatri botanici (1623) del suizo Gaspard Bauhin (1560-1624), recogía ya unas 6000 especies vegetales que el autor se esforzó por clasificar, en vez de emplear un listado alfabético, como sus predecesores. Sin embargo, el criterio empleado no fue particularmente innovador: «árboles», «arbustos» e «hierbas». En otros casos, su clasificación fue decididamente artificial, como por ejemplo cuando agrupó a todas las plantas utilizadas como condimentos en el grupo "aromata". No obstante, esta obra se considera como la máxima expresión de los herboristas europeos ya que, por un lado, inicia la descripción de géneros y especies y, por el otro, sintetiza las descripciones de las especies utilizando sólo unas cuantas palabras y, en muchos casos, sólo una, lo que recuerda en cierto modo a la nomenclatura binomial que impondría Linneo años más tarde.
Rembert Dodoens (1517-1585), botánico y médico flamenco de la corte del emperador Maximiliano II de Habsburgo, escribió un herbario, para el que utilizó las planchas de Fuchs y agregó nuevos grabados, completando 715 imágenes. La edición en flamenco, Crŭÿdeboeck (1554), fue seguida de una en francés (Histoire des plantes, con traducción de Charles de l'Écluse), en inglés (A new herbal, or historie of plants, 1578 por Henry Lyte), y en latín (1583). En ese tiempo, fue el libro más traducido después de la Biblia y se convirtió en una obra de renombre mundial, usada como libro de referencia durante dos siglos.
En Inglaterra, también se escribieron destacados libros sobre botánica. William Turner (1508-1568), botánico y ornitólogo —que había publicado en 1544 el primer libro impreso dedicado enteramente a las aves, Avium praecipuarum, quarum apud Plinium et Aristotelem mentio est, brevis et succincta historia, en la que no solo comentaba las aves principales y sus nombres descritas por Aristóteles y Plinio el Viejo sino que también incluía descripciones detalladas y el comportamiento de aves a partir de sus propios conocimientos— obtuvo reconocimiento por A new Herball, wherin are conteyned the names of Herbes... publicado en tres partes (1551, l1562 y 1568), en que primera vez se disponía de una flora de Inglaterra en lengua vernácula, de forma que era posible identificar sin dificultad la mayor parte de las plantas inglesas. John Gerard (1545-1612), naturalista, herborista y botánico, famoso por su jardín de plantas herbáceas, publicó The Herball, o Generall Historie of Plantes (1597, que revisó y amplió en 1633 usando la Materia Médica de Dioscórides, las obras de los germanos Fuchs y Gesner y del italiano Mattioli, famoso por sus detalladas descripciones de plantas, por el folclore que figura en los artículos y su espléndida prosa, y por ser un tanto polémica.
También los franceses contribuyeron a la aparición de obras sobre botánica. Jacques Daléchamps (1513-1588), médico, botánico, filólogo, y naturalista publicó en Lyon Historia generalis plantarum (1586-1587), una compilación de todos los conocimientos botánicos de su época, y que a veces se presenta como Historia plantarum Lugdunensis por sus descripciones de la flora autóctona de la ciudad. La obra, muy criticada, comprendía 2731 grabados en madera, a veces algo mediocres. Mathieu de l'Obel (1538-1616), médico, y botánico flamenco, en colaboración con Pierre Pena, publicó Stirpium adversaria nova (1571) —con 268 grabados y la descripción precisa de 1500 especies, indicando las localidades donde fueron recolectadas; era la flora de en los alrededores de Montpellier, con plantas del Tirol, Suiza y Holanda— y Plantarum seu stirpium historia (1576), más que una simple adaptación de la primera: contenía un índice en siete idiomas y más de 2000 ilustraciones (la mayoría procedentes de obras de Clusius, de R. Dodoens y Pierandrea Mattioli). Tuvo un gran éxito y en ella se atisba el principio de una clasificación más correcta que en autores precedentes; reunió con precisión las rosáceas, gramíneas y cereales y, en otro grupo, las leguminosas y el género oxalis, por sus foliolos subdivididos en tres. Se le atribuye el primer intento de clasificar las plantas según sus afinidades naturales, en lugar de sus usos médicos.
La necesidad de estandarizar criterios de clasificación impulsó la investigación de las partes de las plantas y de sus funciones. Andrea Cesalpino (1519-1603), que manifestó diversos intereses y estudios, además de la botánica, la anatomía, la mineralogía y la metalurgia,  en sus obras De plantis libri XVI (1583) y Appendix ad libros de plantis (1603), explicó que la clasificación debía estar basada en caracteres objetivos, en los rasgos de las plantas y no en la utilidad. Rompió con la tradición de los herbolistas como Brunfels y analizó comparativamente las formas anatómicas y proporcionó las definiciones de sus conceptos. Se interrogó sobre la diferencia entre las plantas y los animales: estableció comparaciones entre los órganos de nutrición de las plantas (las raíces) y de los animales (el estómago y los intestinos). Su éxito en lograr un sistema natural de clasificación fue limitado, pero fue el primero que incluyó el estudio de grupos de plantas hasta entonces excluidos, como las algas, los musgos, los helechos, los equisetos, los hongos y los corales, mucho antes de que se comprendiera que los hongos no son vegetales y que los corales son en realidad animales. Su clasificación estaba basada en caracteres del porte, el fruto, la semilla y el embrión (excluyendo la flor), distinguiendo catorce clases de plantas con flores y una decimoquinta donde se incluían las plantas sin flores ni frutos, y donde se reconocen grupos naturales como las compuestas, las umbelíferas, las fagáceas, las leguminosas, las crucíferas y las boragináceas. El sistema de Cesalpino fue el primero que se basó verdaderamente en el estudio comparativo de las formas anatómicas y su clasificación serviría de base para clasificaciones futuras y por ella puede considerarse a Cesalpino el responsable de hacer de la botánica una ciencia autónoma.
Otros botánicos italianos también hicieron destacadas observaciones. Pierandrea Mattioli (1501-1577) describió todas las plantas que conocía en su obra maestra botánica Commentarii, in Libros Sex Pedacii Dioscoridis Anazarbei, de Medica Materia que apareció por primera vez en 1544 con 500 grabados. Prospero Alpini (1553-1617) demostró en 1592 que la palmera necesitaba polen para ser fertilizada. Gaspard Bauhin (1560-1624) produjo, con su Prodromus y su Pinax theatri botanici, el primer intento de compilación crítica de los conocimientos botánicos. Sin relación con el sistema de Cesalpino, siguió más bien la tradición de Fuchs, recogiendo las plantas de acuerdo con sus afinidades: no daba las características de esos grupos ni los nombraba. Sólo las plantas individuales se describen mediante diagnósticos breves y concisos.

## Edad Moderna
El siglo XVII fue el del nacimiento de la ciencia moderna, impulsada por la obra de Galileo (1564-1642), Kepler (1571-1630), Bacon (1561-1626) y Descartes (1596-1650). Debido a que la necesidad de intercambiar ideas e información entre los naturalistas europeos fue creciendo, se comenzaron a fundar las primeras academias científicas, como la italiana Accademia dei Lincei fundada en 1603, la británica Royal Society en 1660, o la Academia de Ciencias francesa (Académie des Sciences) en 1666.
Joachim Jungius (1587-1657), filósofo, matemático y naturalista alemán, fue una de las principales figuras de la ciencia del siglo XVII. Sus obras, Doxoscopia (1662) e Isagoge phytoscopica (1679) aparecieron después de su muerte, gracias a sus alumnos. Sus teorías botánicas, muy por delante de su tiempo, no tuvieron ninguna influencia en el momento. Fue el inglés John Ray (1627-1705) quien las utilizó posteriormente en sus trabajos de clasificación botánica, y es gracias a él que Carlos Linneo (1707-1778), a su vez, las conoció.

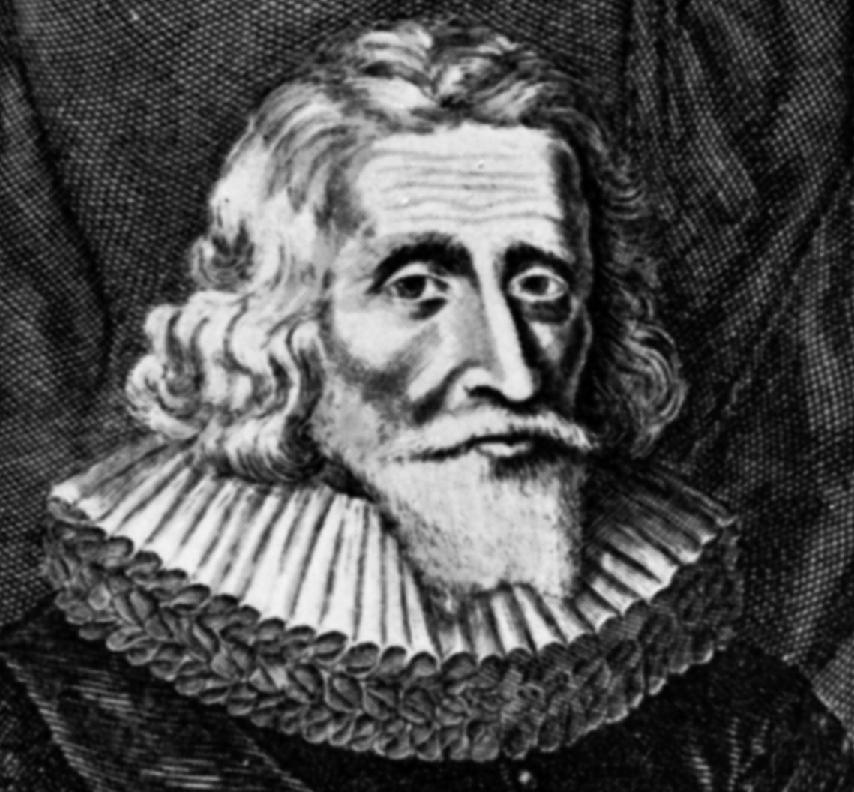
Joachim Jungius.

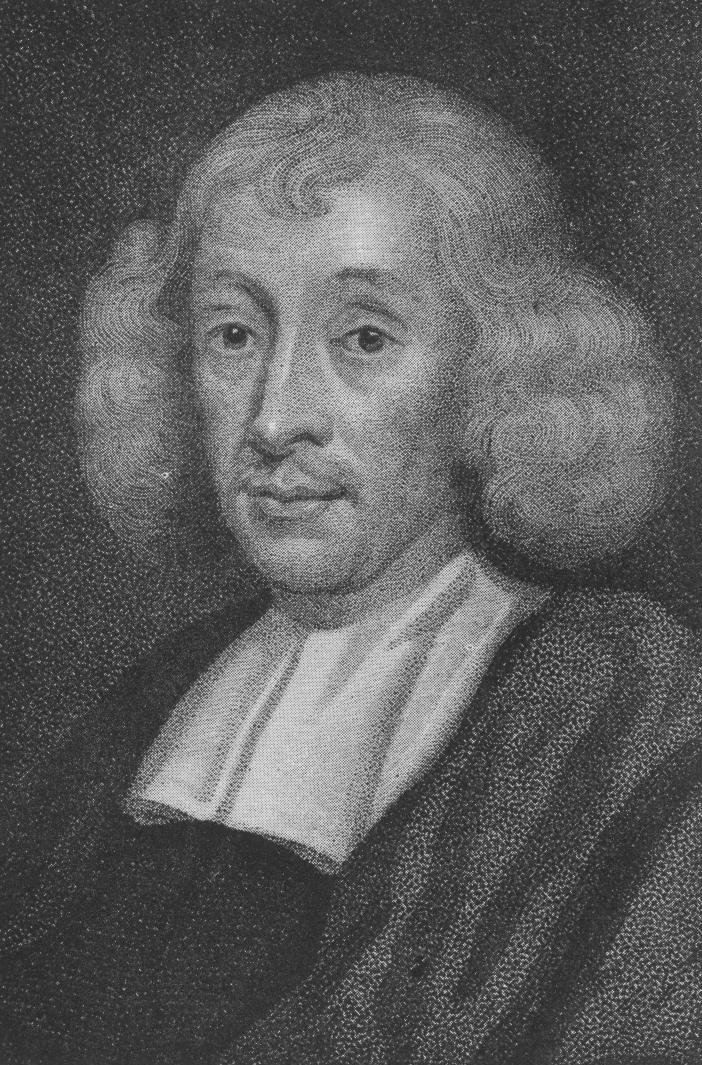
John Ray.

Jungius fue el primer científico alemán que combinó una mentalidad entrenada en la filosofía con observaciones exactas de las plantas. Tenía la habilidad de definir los términos con exactitud y, por ende, de reducir el uso de términos vagos o arbitrarios en la Sistemática. Se lo considera el fundador del lenguaje científico, el que fue desarrollado más tarde por John Ray y perfeccionado por Carlos Linneo.
Sus ideas acerca de la clasificación de las plantas y de los caracteres útiles para distinguir especies se pueden sintetizar en las siguientes citas:

Si las plantas no son clasificadas como especies definidas y los géneros no son organizados con un método preciso, sino con el capricho de uno u otro hombre, el estudio de las plantas será, entonces, interminable.

Los caracteres que se escogen para distinguir, como espinas, color, aroma, gusto, valor medicinal, hábitat, período de floración, como así también el número de flores y frutos no poseen continuidad, y no proveen argumentos para distinguir entre especies.

El trabajo más importante de Sistemática vegetal en el siglo XVII fue la Historia generalis plantarum (‘Historia general de las plantas’) del inglés John Ray (1627-1705), en el que se basó Carlos Linneo, que lo proclamó «fundador» de la Sistemática. Ray, luego de un estudio detallado de los embriones de diversas plantas, trazó una clara línea divisoria entre las monocotiledónea y las dicotiledónea en la clasificación de las entonces llamadas «plantas perfectas».
Ray adoptó la terminología creada por Jungius y fue el primer científico en utilizar los caracteres reproductivos de las plantas (aquellos asociados a la morfología floral) como base de su sistema de clasificación. Ray intentó una primera clasificación natural de las plantas y expuso su método en tres obras: Methodus plantarum nova (1682), el primer volumen de Historia plantarum (1686) y en Methodus emendata (1703). En esta última obra, Ray estableció seis reglas que son parte de los principios fundamentales de la sistemática vegetal hasta nuestros días:

- Los nombres (de las plantas) no deben ser cambiados, para evitar confusiones y errores.
- Las características deben ser exactamente definidas, lo que significa que aquellas basadas en las relaciones relativas, como la altura, deben ser evitadas.
- Las características deben ser fácilmente detectadas por cualquier persona.
- Los grupos que están aceptados por casi todos los botánicos deben ser mantenidos.
- Debe cuidarse que las plantas que se hallan relacionadas no sean separadas y las que son diferentes no sean unidas.
- Las características no deberían incrementarse en número sin necesidad, sólo las necesarias para hacer una clasificación confiable.

Basado en estas reglas, Ray trató de deducir relaciones amplias (géneros y familias), introdujo definiciones para varios géneros y desarrolló una clave para la determinación de plantas. En Historia Plantarum (1686-1704, 3 volúmenes) ordenó 1800 plantas en 33 grupos, utilizando insistentemente el sistema binario desarrollado por Bauhin. Realizó además la primera definición de especie y mejoró la clasificación definida en su 'Methodus', la que, sin embargo, continuaba siendo artificial ya que establecía como primera diferencia el hábito de crecimiento. Estableció, entonces, dos grandes grupos de plantas, las herbáceas (Herbae) y los árboles (Arborae). Las plantas herbáceas se dividían, a su vez, en imperfectas (Imperfectae, las plantas sin flores) y perfectas (Perfectae, plantas con flores). Estas últimas, finalmente, las subdividía —al igual que el grupo Arborae— en monocotiledóneas y dicotiledóneas.
El problema de las relaciones entre especies, las definiciones de géneros y de familias también fue abordado por otros botánicos. El médico y filósofo Augustus Quirinus Rivinus de Leipzig (1652-1725) (también conocido como August Bachmann) propuso una nomenclatura binaria, similar a la utilizada actualmente, en la que a cada especie se le otorga el nombre del género seguido de un adjetivo específico propio de cada una. Introdujo la categoría de orden (correspondientes al «gran género» de John Ray y Andrea Caesalpino), fue el primero en abolir la antigua división de las plantas en hierbas y árboles e insistió en que el método más certero de diferenciación de las plantas eran sus órganos reproductivos.
Joseph Pitton de Tournefort (1656-1708) introdujo una jerarquía aún más sofisticada de clases, secciones, géneros y especies. Él fue el primero en usar consistentemente un sistema polinomial de nomenclatura, es decir, en otorgarle a cada especie un nombre en latín formado por un nombre genérico y una frase de varias palabras que describía inequívocamente el taxón en cuestión (frase diagnóstica). Por ejemplo, el primer nombre de la «hierba gatera» fue dado a conocer con el siguiente polinomio de cinco palabras: Nepeta floribus interrupte spiculatus pedunculatis, que quiere decir «Nepeta con las flores en una espiga pedunculada e interrumpida». Actualmente esa especie recibe, en cambio, el nombre binomial de Nepeta cataria. El creador de ese sistema de nomenclatura binomial fue Carlos Linneo.

### El período linneano

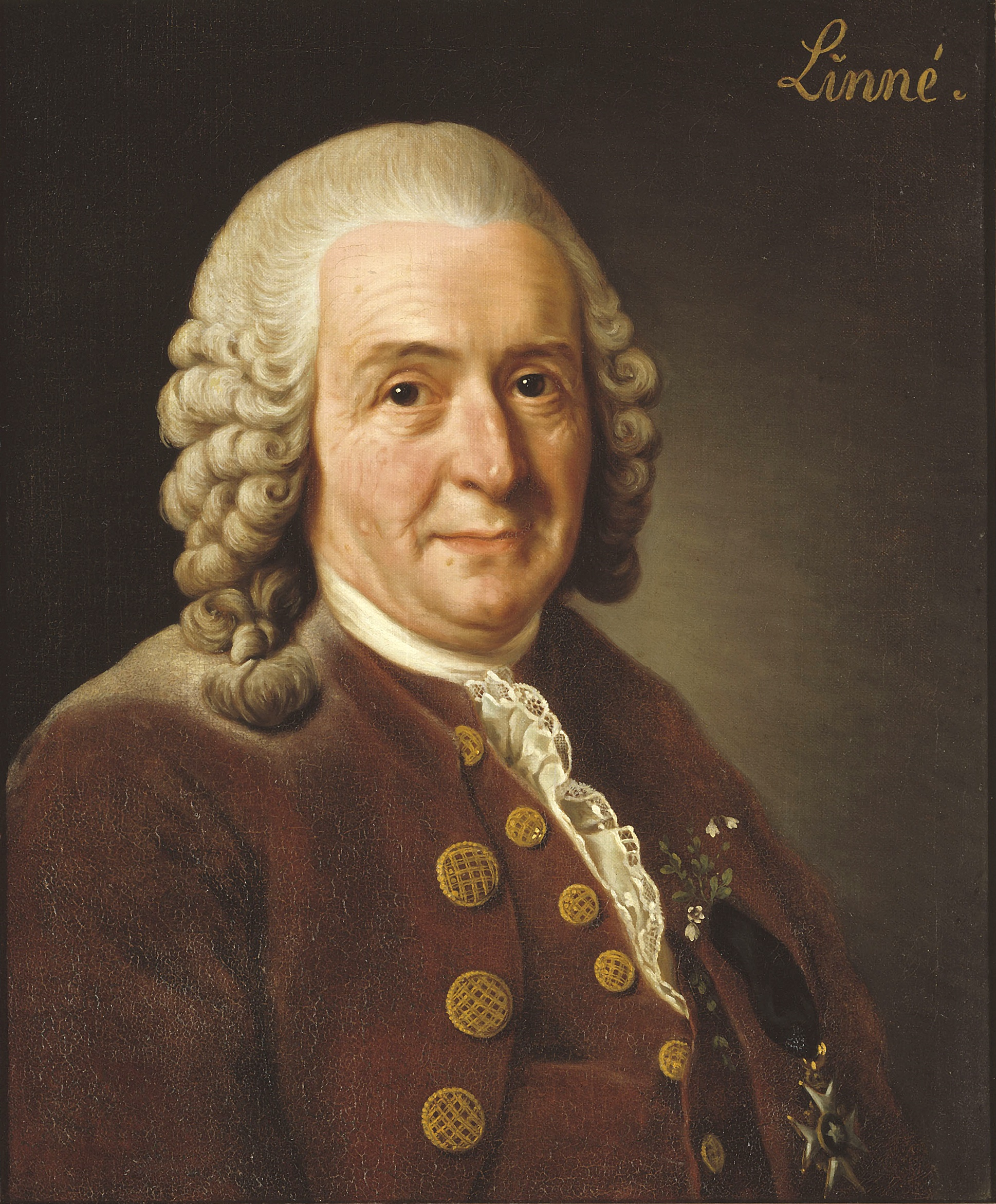
Carlos Linneo.

La obra de Rudolf Jakob Camerarius (1665-1721), De sexu plantarum epistola (1694), tuvo gran trascendencia ya que puso en evidencia el carácter sexual de las flores, órganos que a partir de entonces adquirirían gran importancia para los botánicos como criterio de clasificación. Con la idea de Camerarius sobre la sexualidad de las flores se inicia el último sistema de clasificación artificial y la obra de uno de los botánicos más influyentes en el desarrollo posterior de la ciencia de los vegetales: Carl von Linné.
Carlos Linneo (o Linnaeus, 1707-1778), publicó en 1735 Systema Naturae donde un sistema sexual (clavis systematis sexualis) separa a los vegetales en 24 clases según las características del androceo: 23 clases de plantas con flores y una última, la XXIV, denominada «Cryptogamia» (definida como la clase que continet vegetabilia quorum fructificationes oculis nostris se subtrahunt, et structure ab aliis diversa gaudent, o sea, que "contiene a los vegetales cuyos frutos se ocultan a nuestros ojos, y gozan de una estructura diversa a los demás") y dividida en 4 órdenes que se corresponden con los helechos, musgos, algas y hongos.

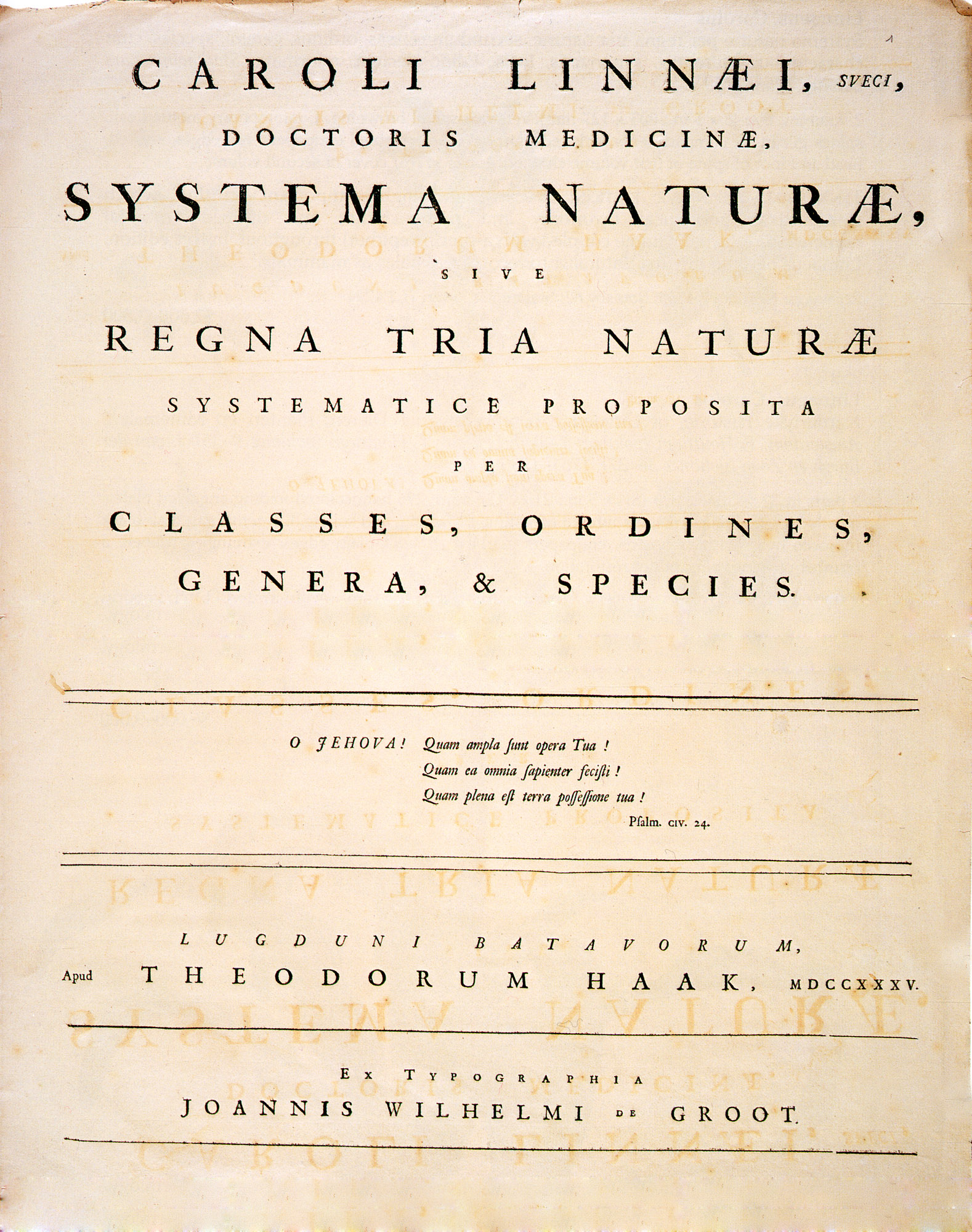
Systema naturae. Cubierta de la primera edición (Leiden, 1735).

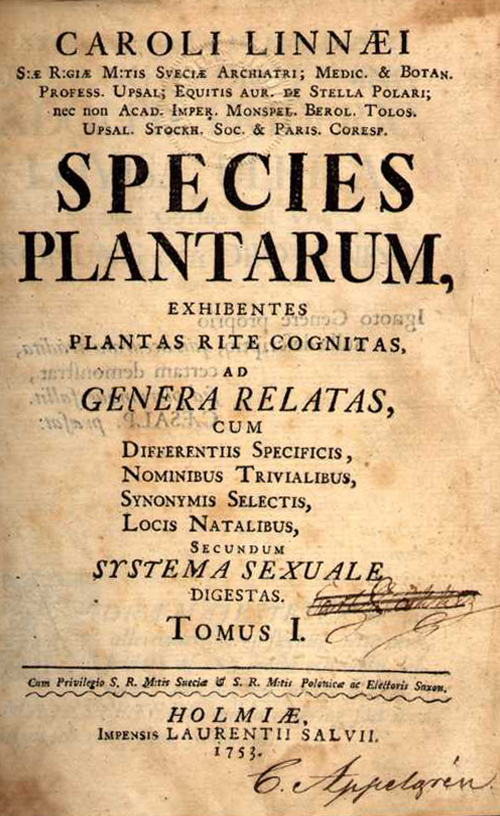
Portada de la obra de Linneo Species Plantarum (1753), la primera Flora de la taxonomía moderna. Dos años antes había publicado el landmark teórico en el que explicaba los principios con los que construyó esta Flora, Philosophia Botanica (1751). Las dos obras fueron publicadas en latín, el idioma universal de la época.

| - i Monandria, plantas con un solo estambre. - ii Diandria, plantas con dos estambres. - iii Triandria, tres estambres. - iv Tetrandria, cuatro estambres. - v Pentandria, cinco estambres. - vi Hexandria, seis estambres. - vii Heptandria, siete estambres. - viiiOctandria, ocho estambres. - ix Enneandria, nueve estambres. - x Decandria, diez estambres. - xi Dodecandria, doce estambres. - xii Icosandria, plantas con más de doce estambres, unidos al cáliz. | - xiii Polyandria, más de doce estambres, unidos al receptáculo. - xiv Didynamia, estambres didínamos. - xv Tetradynamia, estambres tetradínamos. - xvi Monadelphia, estambres monadelfos. - xvii Diadelphia, estambres diadelfos. - xviii Polyadelphia, estambres poliadelfos. - xix Syngenesia, estambres con anteras unidas. - xx Gynandria, estambres unidos al pistilo. - xxi Monoecia, plantas monoicas. - xxii Dioecia, plantas dioicas. - xxiii Polygamia, plantas polígamas. - xxiv Cryptogamia, plantas sin flores. |

En Classes plantarum (1738), Linneo esbozó una clasificación natural al establecer 28 órdenes «naturales» cada uno equivalente aproximadamente a una familia actual, ya que él mismo reconoció la artificialidad de su sistema anterior. Tras la publicación de sus obras Genera Plantarum (1737; 2.ª ed. 1754) y  Philosophia Botanica (1751), en 1753 aparece su Species Plantarum, donde utilizó de forma sistemática la nomenclatura binominal (ya introducida en «Oländska och Gothlänska Resa», 1745) para describir aproximadamente 6000 especies (de unos 1000 géneros), conservando la terminología polinominal anterior junto con la nueva binominal. La primera edición de dicha obra fue tomada en el congreso de botánica de Viena (1900), como punto de partida de la nomenclatura botánica actual.
A Linneo se le atribuyen varias innovaciones centrales en la taxonomía. En primer lugar, la utilización de la nomenclatura binomial de las especies en conexión con una rigurosa caracterización morfológica de las mismas. En segundo lugar, el uso de una terminología exacta. Basado en el trabajo de Jungius, Linneo definió con precisión varios términos morfológicos que serían utilizados en sus descripciones de cada especie o género, en particular aquellos relacionados con la morfología floral y con la morfología del fruto. Linneo pensaba que la finalidad de la botánica era la de establecer un sistema natural. En uno de sus intentos, trató de formalizar un sistema basado en el número, distribución y grado de fusión de los pétalos y de los estambres (el denominado «sistema sexual de clasificación»). No obstante, el mismo Linneo notó las fallas de su sistema y buscó en vano nuevas alternativas. Su concepto de la constancia de cada especie fue un obstáculo obvio para lograr establecer un sistema natural ya que esa concepción de la especie negaba la existencia de las variaciones naturales, las cuales son esenciales para el desarrollo de un sistema natural. Esta contradicción permaneció durante mucho tiempo y no fue resuelta hasta 1859 con la obra de Charles Darwin.

### Los inicios de la anatomía

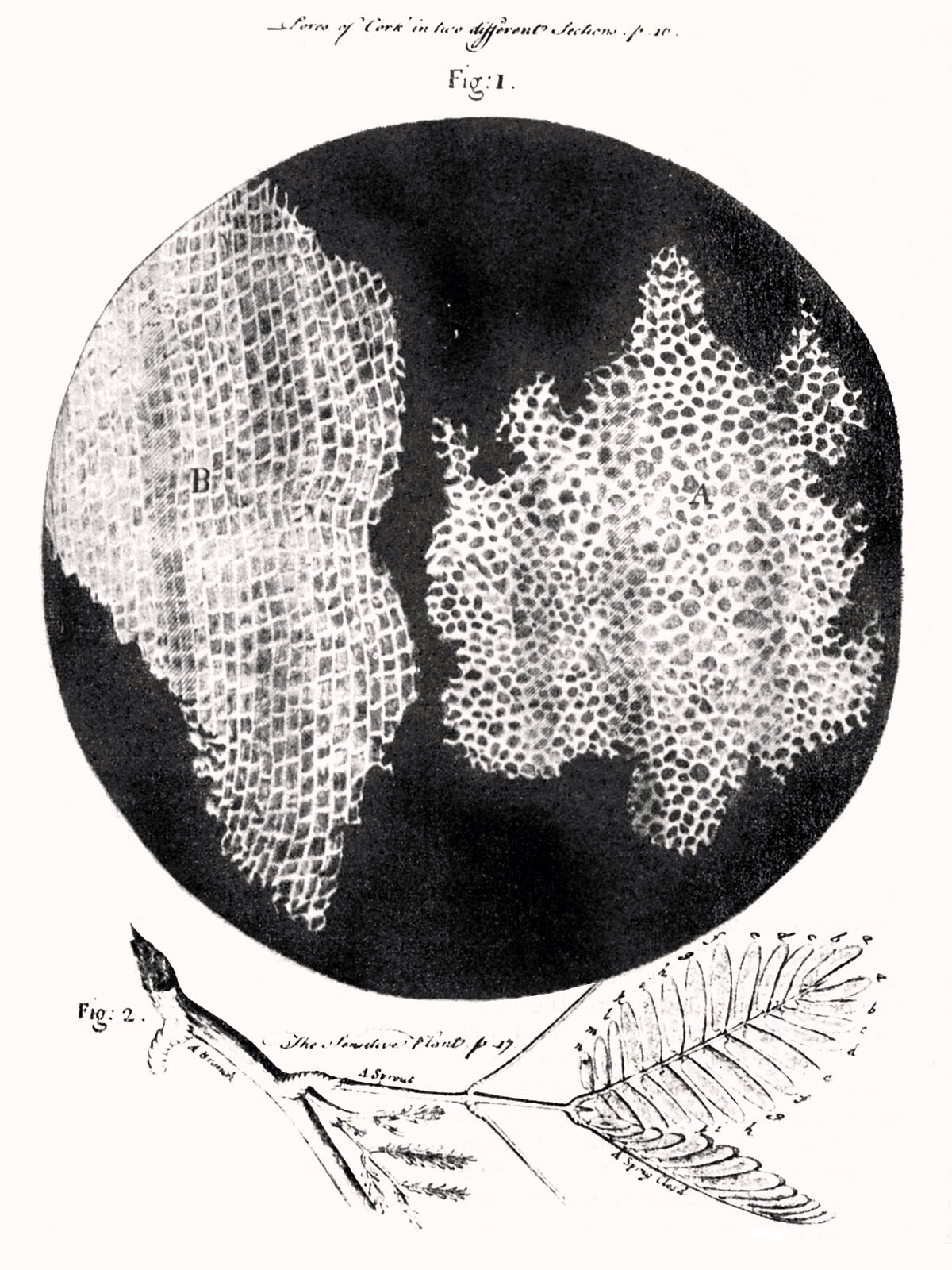
Células en el corcho según Robert Hooke.

En las postrimerías del siglo XVII se iniciaron las primeras observaciones de las plantas al microscopio y alcanzaron un gran desarrollo los estudios sobre anatomía vegetal, que tanta influencia iba a ejercer en las clasificaciones posteriores. Al observar hojas al microscopio, el italiano Giovanni Alfonso Borelli (1608-1679) vio manchas, nervaduras, pelos simples y estrellados. La microscopía de las plantas alcanzó un gran interés y se considera a los ingleses Robert Hooke (1635-1703) y Nehemiah Grew (1628-1711), al italiano Marcello Malpighi (1623-1694) y al neerlandés Anton van Leeuwenhoek (1630-1723) como los más encumbrados exponentes de esta disciplina en el último tercio del siglo XVII.

Robert Hooke estudió los movimientos rápidos de Mimosa pudica, la que al ser tocada en una de las hojas las cierra todas en unos pocos segundos.

Se considera a Hooke como el inventor del microscopio, con el cual observó diferentes tejidos y órganos vegetales. Su trabajo más importante, Micrographia (1667), contenía una gran cantidad de observaciones realizadas con el microscopio, la más notoria de las cuales ha sido la descripción del tejido del corcho, en el cual pudo observar pequeñas celdas a las que denominó, justamente, células (celdillas). Además de sus estudios descriptivos, también trabajó en algunos procesos fisiológicos de las plantas, tales como la posición de sueño y vigilia de las hojas de Mimosa pudica. Hooke postuló que ese movimiento de las hojas estaba causado por la excreción (exhalación) de un líquido muy delicado. Explicó, además, que el ardor que ocasionan las ortigas se debía al flujo de una «savia cáustica» desde los pelos de la planta.
Leeuwenhoek hizo por la misma época las primeras observaciones de organismos microscópicos. Marcello Malpighi (1628-1694) aplicó el microscopio al estudio de la anatomía de toda clase de organismos; su obra  Anatomia Plantarum (1675), contiene estudios sobre la anatomía de las plantas y descripciones sistemáticas de varias partes de ellas como la corteza, el tallo, las raíces y las semillas, aclarando procesos como la germinación o la formación de las agallas. Observó y describió los haces vasculares y los estomas, aunque no brindó una explicación acertada de su función. Muchas de las figuras de Malpighi sobre la anatomía de las plantas no fueron comprendidas por los botánicos de su época, hasta que tales estructuras fueron redescubiertas en el siglo XIX. Grew examinó metódicamente las estructuras de las distintas partes de las plantas, observando que todas ellas están hechas de células. Se le considera como uno de los fundadores del estudio de la anatomía de las plantas. El primero de sus grandes libros, An idea of a philosophical history of plants, fue publicado en 1672 y a este le siguió, en 1682 su Anatomy of plants, el cual consistía en cuatro volúmenes: Anatomy of Vegetables begun, Anatomy of Roots, Anatomy of Trunks y Anatomy of Leaves, Flowers, Fruits and Seeds. Se le recuerda por su reconocimiento de las flores como órganos sexuales y por la descripción de sus partes constitutivas. Describió también los granos de polen, observando como eran transportados por las abejas, aunque no llegó a realzar el significado de esta observación.

### Los inicios de la fisiología vegetal
Bernard Palissy (1510-1590) explicó por qué las plantas necesitaban abono. Afirmaba que las plantas cultivadas tomaban del suelo una determinada cantidad de «sales» (sin aclarar a qué se refería cuando hablaba de «sales») y había que compensar esa pérdida con el abono proveniente del estiércol o de las cenizas de la paja. Sus ideas no encontraron eco en su época.
John Woodward (1665-1728) mostró en 1714 que las semillas germinadas no se desarrollan en agua pura, pero sí lo hacen normalmente cuando al agua se añade un extracto de suelo. Jan Van Helmont (1577-1644) dio los primeros pasos para la comprensión del papel del agua en la nutrición de las plantas, pero fue Edme Mariotte quien demostró que para formar su masa las plantas necesitan además del agua, materia tomada del suelo y del aire.

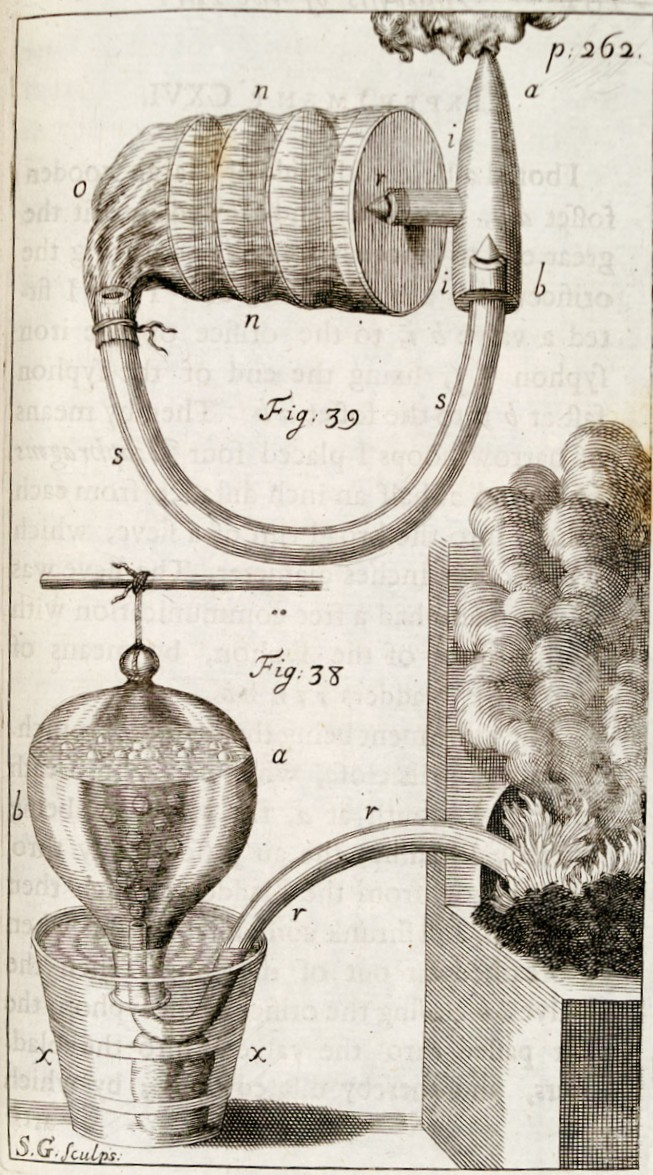
Página 262 de Vegetable staticks de Stephen Hales.

Stephen Hales (1677-1761) fue el primero en describir científicamente el fenómeno de la transpiración en las plantas en su obra Vegetable staticks de 1727.
A finales del siglo XVIII la Química había avanzado lo suficiente como para que Joseph Priestley (1733-1804), químico y ministro, descubriera en 1774 el oxígeno, evento que hizo posible que cinco años más tarde, Jan Ingenhousz (1730-1790), un médico de la corte de la emperatriz austríaca, descubriera uno de los procesos fisiológicos más importantes en los vegetales: la fotosíntesis. Prietsley descubrió que cuando se aislaba un volumen de aire dentro de una jarra invertida y se prendía una vela dentro de ella, la vela se apagaba en muy poco tiempo. Descubrió también que un ratón colocado bajo las mismas condiciones, también "dañaba" al aire y demostró que el aire que había sido "dañado" por la llama de la vela o por el ratón, podía ser recuperado por una planta (Experiments and Observations on Different Kinds of Air, ‘Experimentos y observaciones sobre distintas clases de aire’, 1774-86). Ingenhousz repitió los experimentos de Priestley y descubrió que era la luz del Sol lo que permitía a la planta recuperar el aire viciado (Experiments upon Vegetables, ‘Experimentos sobre vegetales’, 1779). En 1796, Jean Senebier, un botánico y naturalista suizo, demostró que las plantas consumen dióxido de carbono y liberan oxígeno bajo la influencia de la luz en su obra Mémoires physico-chimiques sur l'influence de la lumière solaire pour modifier les êtres des trois règnes de la nature (‘Memorias físico-químicas sobre la influencia de la luz solar para modificar los estados de los tres reinos de la naturaleza’). A este descubrimiento hay que añadir los de Nicolas-Théodore de Saussure (1767-1845) sobre el intercambio de gases y la nutrición mineral en los vegetales, publicados en Recherches chimiques sur la végétation (‘Investigaciones químicas sobre la vegetación’, 1804), que pueden ser considerados como el inicio de la Fisiología vegetal. En esa obra Saussure demostró que el incremento en la masa de las plantas durante su crecimiento no se debe solamente a la absorción de agua sino también a la incorporación de dióxido de carbono. Así, la reacción básica por la cual la fotosíntesis se utiliza para producir carbohidratos a partir del dióxido de carbono (y el agua, como se pensaba y luego se matizaría) quedó por primera vez delineada. Desde mediados del siglo XVII subsistía la creencia de que el agua por sí sola mantenía el crecimiento de las plantas. Gracias al trabajo de Lavoisier y otros científicos, tal opinión fue sustituida por la de que eran dos los elementos que nutren a las plantas: el agua y el aire. Dos nuevos métodos permitieron superar esa creencia: la incineración de la materia y el análisis químico cuantitativo que, al aplicarse a las plantas, revelan la presencia en los tejidos de elementos minerales imposibles de explicar suponiendo su procedencia del complejo agua-aire. Saussure confirmó de ese modo que las plantas descomponen el agua y se apropian de sus elementos, que utilizan el gas carbónico del aire, que los componentes minerales del suelo juegan un papel fundamental en la nutrición y que su penetración en la planta se realiza como una solución en agua. Además estudió los factores que pueden influir en esta penetración. Con la obra de Saussure, la nutrición vegetal quedó muy esclarecida ya que, a partir de ella, se demostró que las plantas verdes elaboran las sustancias que les son necesarias a expensas del agua, de la atmósfera y de los minerales que se encuentran en el suelo y que absorben por las raíces.

### Criptógamas
En 1675, Johannes Franciscus Van Sterbeeck (1631-1693) publicó su obra Theatrum fungorum, primer texto dedicado a los hongos, cuya finalidad era ayudar a la identificación precisa de los hongos comestibles. Los primeros trabajos, si bien incompletos, acerca de la caracterización de las criptógamas fueron publicados en los albores del siglo XVIII. Johann Jacob Dillenius (1687-1747) escribió Reproduction of the ferns and mosses (‘Reproducción de helechos y musgos’, 1717) e Historia muscorum (‘Historia de los hongos’, 1741), donde todavía se suponía que el polvo que contenían las estructuras reproductivas de los hongos era polen. Tournefort lo corrigió.
Ya en 1792 el botánico alemán Johannes Hedwig (1730-1799) clarificó el sistema reproductivo de los musgos y realizó un primer delineamiento de su taxonomía en su obra Fundamentum historiae naturalist muscorum (‘Fundamentos de la historia natural de los musgos’), con la que se dio comienzo a la disciplina de la botánica que se dedica al estudio de estos organismos: la Briología.

## Edad Contemporánea

### Los sistemas naturales de clasificación

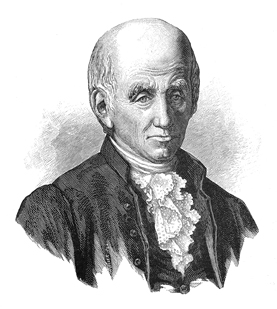
Michel Adanson.

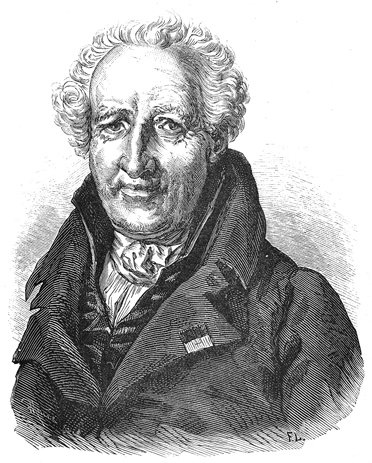
Antoine-Laurent de Jussieu.

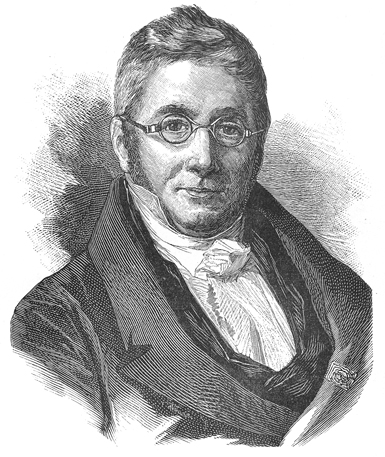
Augustin Pyrame de Candolle.

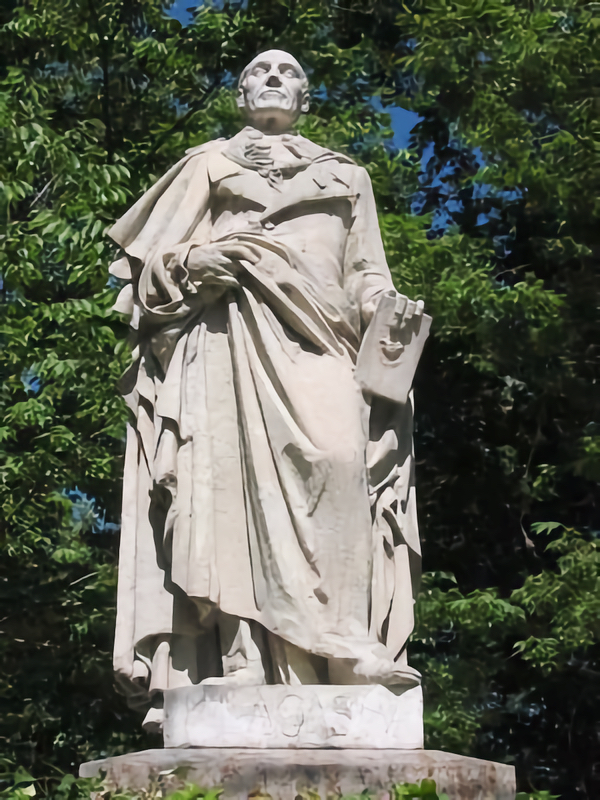
Mariano Lagasca.

Con el botánico francés Michel Adanson (1727-1806) y su obra «Families des Plantes» (1763-64) se dio comienzo a una serie de investigaciones y propuestas de sistemas de naturales de clasificación de las plantas basados en la semejanza morfológica. Para Adanson «todos los caracteres deben ser tenidos en cuenta en la clasificación y todos ellos han de tener la misma importancia en la elaboración del sistema». Siguiendo esta premisa utilizó 65 caracteres y creó 65 sistemas de clasificación diferentes, estableciendo según las concordancias surgidas 58 grupos naturales con categoría de familia, 38 de las cuales todavía son reconocidas en la actualidad.
En su obra Ordenes Naturales in Ludovici XV Horto Trianonensis dispositi, Bernard de Jussieu (1699-1777), encargado de la catalogación de las plantas del jardín botánico de Trianon en Versalles, agrupó a las plantas superiores en 64 órdenes, clasificación que sirvió de base para el trabajo de su sobrino, Antoine-Laurent de Jussieu (1748-1836). Antoine-Laurent estableció un sistema de clasificación en su obra Genera plantarum secundum ordines naturales disposita, juxta methodum in horto Regio Parisiensi exaratum anno 1774 (‘Los géneros de plantas ordenadas en familias naturales, de acuerdo al método usado en los jardines reales de París desde el año 1774’, 1789), en el que -a diferencia del de Adanson- algunos caracteres fueron considerados de mayor importancia relativa que otros. Así, le otorgó una gran relevancia a la presencia o ausencia y al número de cotiledones, y a la posición de la corola respecto del ovario, recuperando de ese modo los conceptos de epiginia e hipoginia de Teofrasto. En Genera plantarum propuso 100 órdenes «naturales» (para unas 7500 especies) los cuales se hallaban distribuidos en tres grupos: las denominadas «Acotiledóneas» (literalmente «sin cotiledones»), equivalente a la clase «Cryptogamia» de Linneo, las dicotiledóneas y las monocotiledóneas. Estos últimos dos grupos a su vez se subdividían según las características del perianto y la posición del ovario de las flores.
Augustin Pyrame de Candolle (1778-1841) consideró como carácter taxonómico fundamental la complejidad del aparato vegetativo, dividiendo a las plantas en vasculares y celulares (Théorie élémentaire de la Botanique, ‘Teoría elemental de la Botánica’, 1813). En esta clasificación incluye a los helechos entre las plantas vasculares endógenas (o monocotiledóneas) y a las plantas celulares (o sin cotiledones) las dividió en «foliáceas» (las que incluían a los musgos y a las hepáticas) y «sin hojas» (que agrupaba a hongos, líquenes y algas). Su hijo, Alphonse Pyrame de Candolle (1806-1893), finalizó la obra que él inició, Prodromus systematis naturalis regni vegetabilis (‘Introducción a la sistemática natural del reino vegetal’) (1816-1873), en el que se trataban todas las familias conocidas para la época y cuyo sistema de clasificación desplazó completamente al de Linneo.
El botánico escocés Robert Brown (1773-1858), descubridor del núcleo celular en 1831, señaló en su obra Botanicarum facile princeps (1827) las diferencias entre las angiospermas y las gimnospermas y fue el primero en indicar la falta de envolturas carpelares en estas últimas (de ahí su denominación que, literalmente, significa ‘semillas desnudas’), desarrollando una clasificación de las plantas que ha durado hasta la actualidad:

Criptógamas (plantas sin flores, incluye a los hongos, las hepáticas, los helechos y las musgos)
Fanerógamas (plantas con flores)
Gimnospermas (plantas con óvulos al descubierto)
Angiospermas (plantas con los óvulos encerrados en un ovario)
Monocotiledóneas
Dicotiledóneas

Stephan Ladislaus Endlicher (1804-1849), botánico austriaco, estableció en su Genera Plantarum Secundum Ordines Naturales Disposita (1836-1840) una clasificación en la que las dicotiledóneas fueron agrupadas conjuntamente con las coníferas en una sección denominada «Acramphibrya». Las dicotiledóneas, a su vez, las subdividió en tres grupos: «apétalas» (sin perianto), «gamopétalas» (con las piezas del perianto unidas entre sí) y «dialipétalas» (con las piezas del perianto libres entre sí). En su clasificación, y al igual que en la de De Candolle, los talófitos y los cormófitos son diferenciados no ya solo por el aparato vegetativo sino también por sus órganos sexuales, excluyendo de esta manera a las hepáticas y musgos de los cormófitos. Con el descubrimiento de la alternancia de generaciones en 1851 por Wilhelm Hoffmeister (1824-1877) se dio un gran impulso a la clasificación de las criptógamas, corroborando y ampliando los conceptos anteriores. Así, Guillaume Philippe Schimper (1808-1880) estableció una importante clasificación sobre el grupo en la que los musgos y las hepáticas son reconocidas con igual categoría taxonómica que el resto de las Criptógamas. En este período se realizaron grandes descubrimientos en este campo, tales como el esclarecimiento de la naturaleza simbiótica de los líquenes por Simon Schwendener (1829-1919). Heinrich Anton de Bary (1831-1888), considerado el padre de la micología y de la patología vegetal, estudió en profundidad el ciclo de vida de numerosas especies de hongos, aclaró su reproducción sexual y la etiología de numerosas enfermedades de las plantas.
Dentro del ámbito de los botánicos españoles y respecto a la Criptogamia merecen señalarse en este período las obras de Mariano Lagasca (1776-1839) (Introducción a la Criptogamia) y la de Mariano del Amo y Mora (1809-1896) (Flora cryptogámica de la Península Ibérica, que contiene la descripción de las plantas acotyledóneas que crecen en España y Portugal, distribuidas según el método de familias, 1870), que sigue fundamentalmente la misma clasificación que A. P. De Candolle pero con algunas modificaciones.

### Las grandes expediciones
Durante el siglo XVIII siguió incrementándose la cantidad de ejemplares en los herbarios europeos gracias a las numerosas expediciones al Nuevo Mundo y a otros territorios poco conocidos, entre las que destacan las Expediciones españolas y las inglesas. La Real Expedición Botánica a Nueva España, encabezada por José Mariano Mociño (1757-1820) y Martín Sessé y Lacasta (1751-1808), fue una de las más complejas entre las muchas que organizó la Corona española durante el siglo XVIII, por la duración, por la extensión de sus recorridos (México, California, Centroamérica y las Antillas) y por la extraordinaria calidad y cantidad de los materiales que se reunieron. Se destacan también la Real Expedición Botánica del Nuevo Reino de Granada realizada entre los años 1782 y 1808 por José Celestino Mutis (1732-1808) y la Expedición Botánica al Virreinato del Perú realizadas por Hipólito Ruiz (1754-1816) y José Antonio Pavón (1754-1840) entre 1777 y 1786. Entre las expediciones inglesas merece destacarse la emprendida por Joseph Banks (1743-1820) y Daniel Solander (1733-1782) a bordo del Endeavour capitaneado por James Cook (1728-1779). Esta expedición, realizada entre 1768 y 1761, recorrió Madeira, Sudamérica, Tahití, Nueva Zelanda, Australia, Java y Sudáfrica, lugares en los que se recolectaron cientos de nuevas especies de plantas.

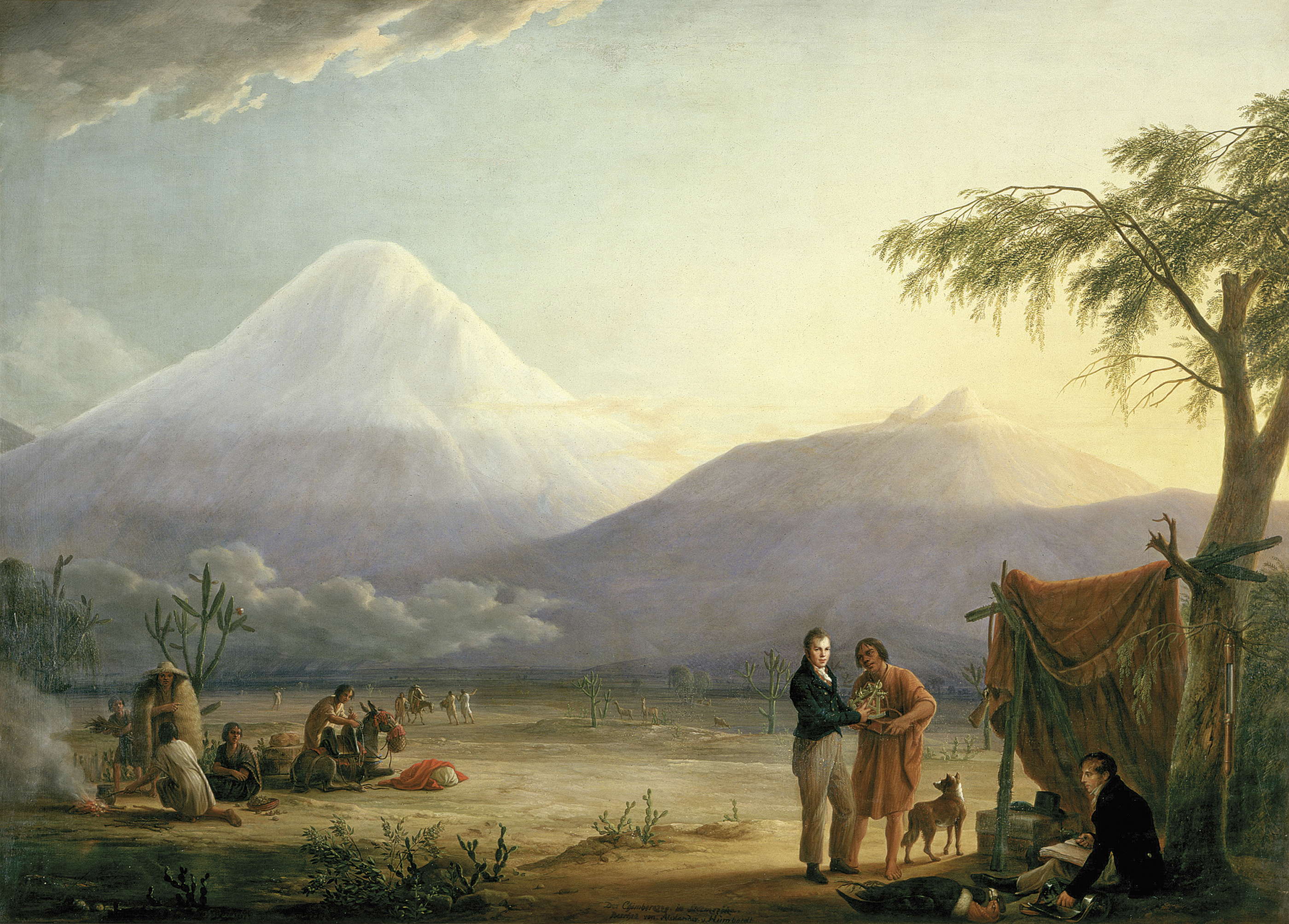
Alexander von Humboldt y Aimé Bonpland al pie del volcán del Chimborazo, cuadro de Friedrich Georg Weitsch (1810).

Todas estas expediciones estimularon el desarrollo de tratados sobre floras como la de México de los mencionados Sessé y Mociño (Flora Mexicana de 1885 y Plantae Novae Hispaniae, de 1889), la de Chile y Perú de Ruíz y Pavón (Flora peruviana et chilensis, 1798-1802), la de Colombia de Mutis (Flora de Nueva Granada, 1828), la de Senegal del francés M. Adanson (Histoire naturelle du Sénégal, 1757), la de Egipto del sueco Peter Forsskål (Flora Ægyptiaco-Arabica sive descriptiones plantarum quas per Ægyptum Inferiorem et Arabiam felicem detexit, illustravit Petrus Forskål) y la de Australia de R. Brown (Prodromus Florae Novae Hollandiae et Insulae Van Diemen). Fruto de esta visión mundial y de los viajes del naturalista y geógrafo Alexander von Humboldt (1769-1859) es el nacimiento en 1805 de una nueva ciencia: la fitogeografía o geobotánica  (Essai sur la geographie des plantes, ‘Ensayo sobre la geografía de las plantas’, 1807).

### El inicio de los sistemas filogenéticos de clasificación

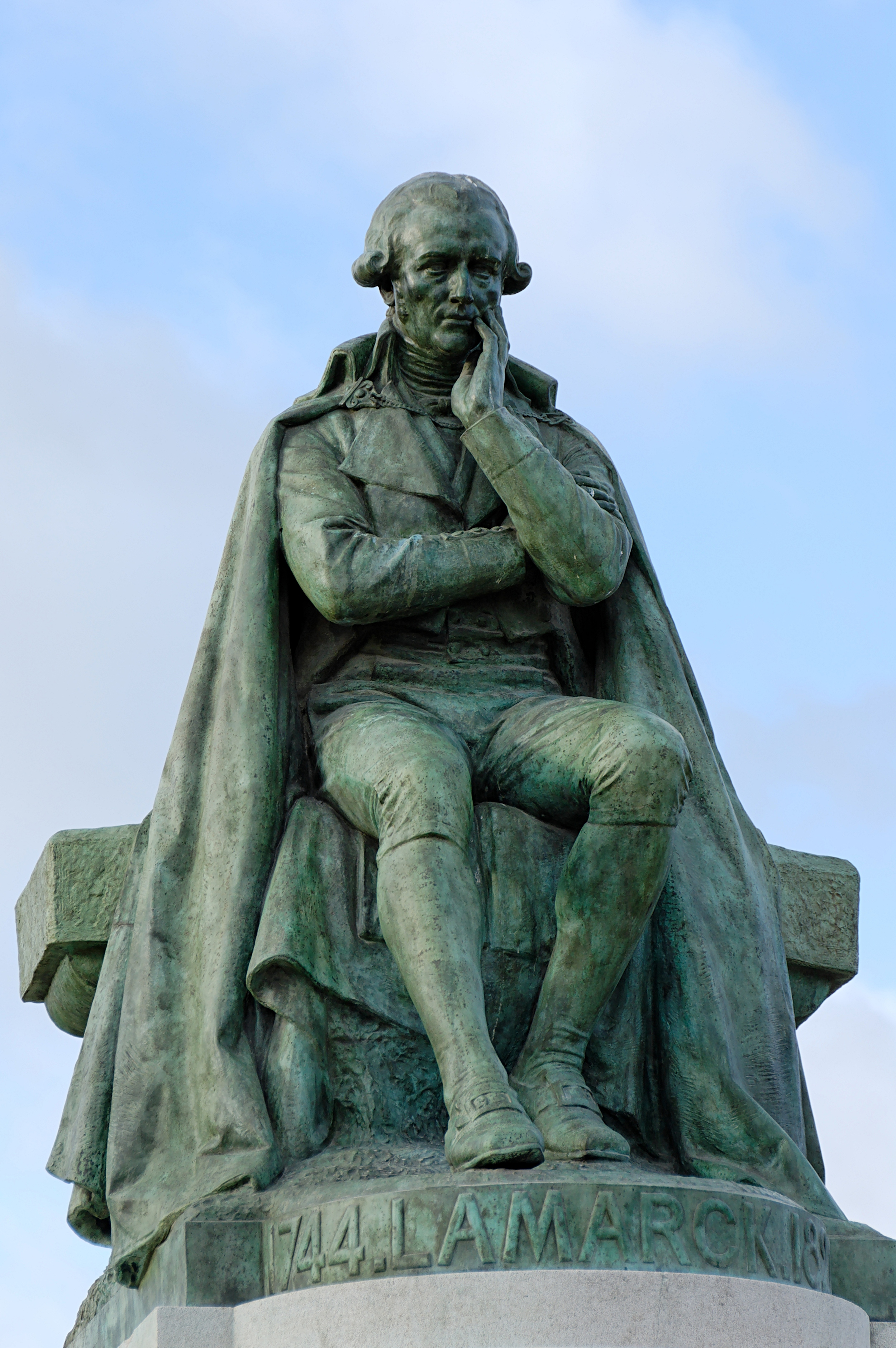
Monumento a Lamarck a la entrada del Museo de Historia Natural de París.

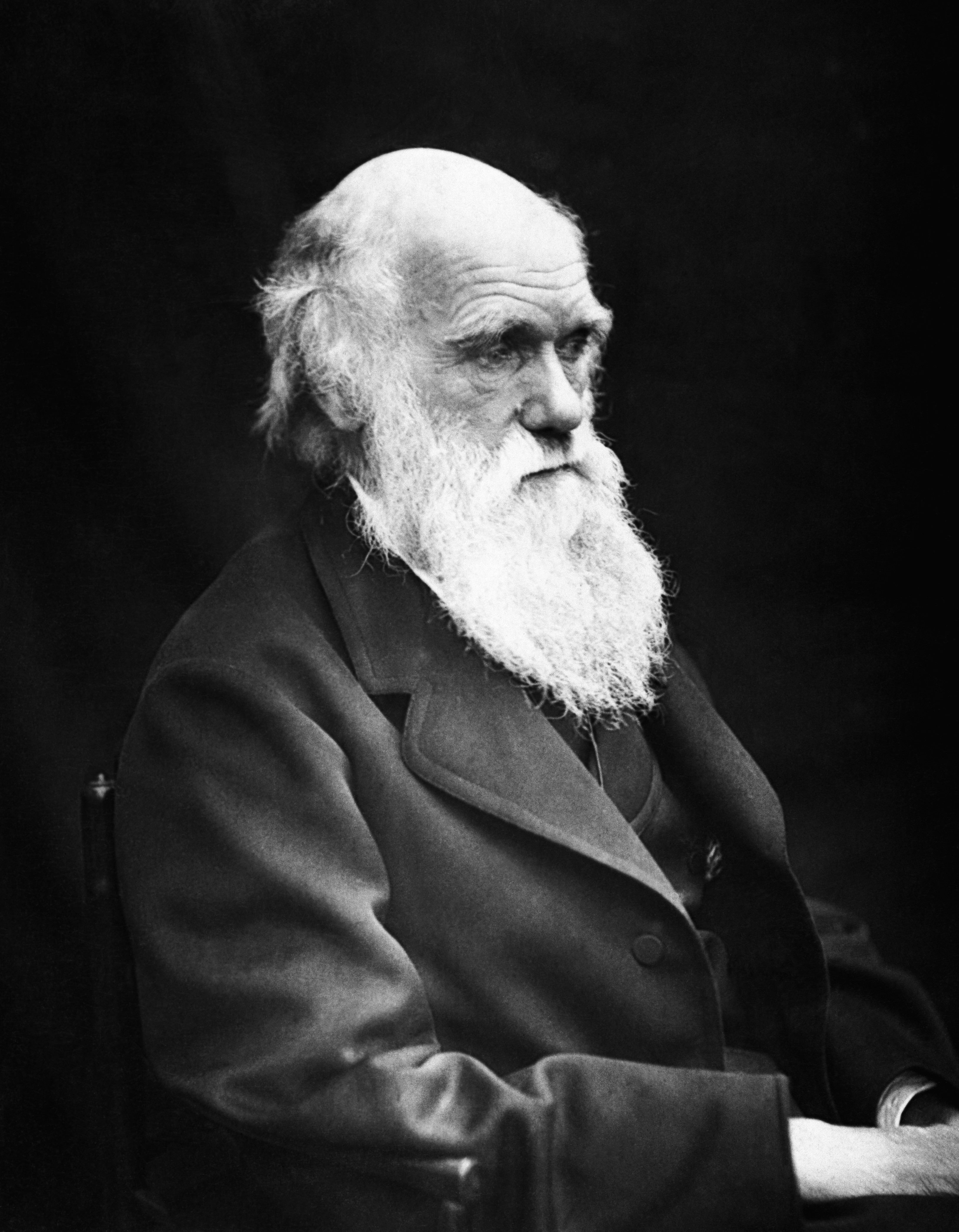
Charles Darwin.

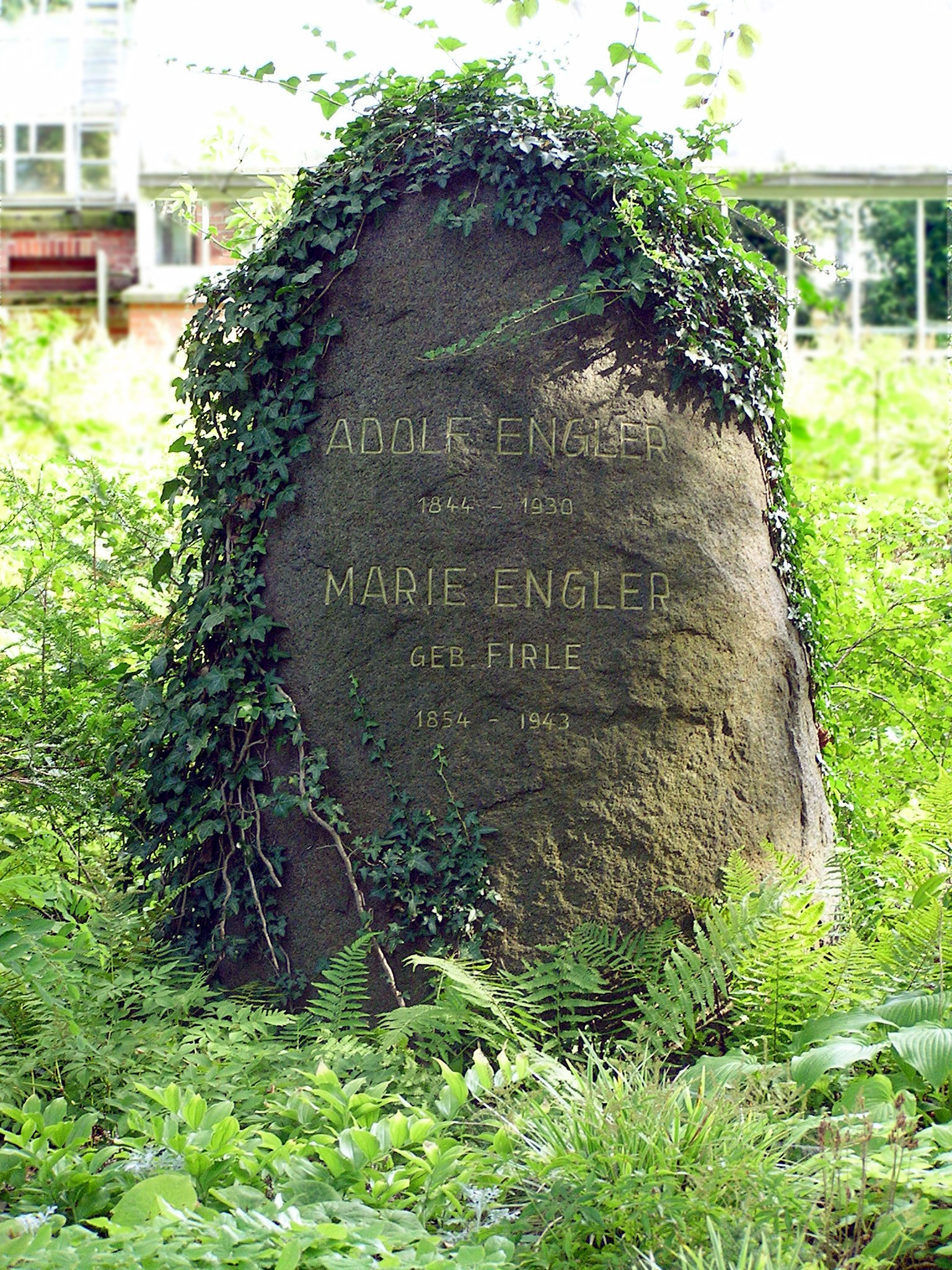
Lápida de Adolf Engler, Jardín Botánico de Berlín.

A principios del siglo XIX el naturalista francés Jean-Baptiste Lamarck (1744-1829), conocido fundamentalmente por su contribución a la botánica (Flore Française, 1778; Estrait de la Flore Française, 1792 y Synopsis plantarum in Flora gallica descriptorum, 1806), escribió su Philosophie zoologique (1809), donde estableció los postulados de su teoría evolucionista denominada más tarde como lamarckismo. Su modelo evolutivo se basa en tres ejes principales: el uso y desuso, la generación espontánea y la tendencia inmanente a una mayor complejidad. Lamarck trató de unificar toda la ciencia bajo una filosofía general basada en unas pocas leyes. El término filosofía se aplicaba, en los siglos XVIII y XIX, en el sentido de teoría, y Lamarck tenía muy claro el concepto de que toda disciplina científica debe tener una base teórica unificadora que la dote de coherencia y permita entender los fenómenos estudiados:

Nadie ignora que toda ciencia debe tener su filosofía, y que sólo por este camino puede hacer progresos reales. En vano consumirán los naturalistas todo su tiempo en describir nuevas especies [...] porque si la filosofía es olvidada, sus progresos resultarán sin realidad y la obra entera quedará imperfecta.

Los postulados lamarckianos fueron rebatidos más tarde por Charles Darwin (1809-1882) en su obra The origin of species (1859), donde se establecieron las bases de la actual teoría de la evolución. Darwin postuló que todas las especies de seres vivos han evolucionado a través del tiempo a partir de un antepasado común mediante un proceso denominado selección natural. La evolución fue aceptada como un hecho por la comunidad científica y por buena parte del público en vida de Darwin, mientras que su teoría de la evolución mediante selección natural no fue considerada como la explicación principal del proceso evolutivo hasta los años treinta, constituyendo actualmente la base de la síntesis evolutiva moderna. Con sus modificaciones, los descubrimientos científicos de Darwin aún siguen siendo el acta fundacional de la biología como ciencia, puesto que constituyen una explicación lógica que unifica las observaciones sobre la diversidad de la vida.
Las ideas esenciales de su teoría influirían notablemente en la concepción de la clasificación de los vegetales. Aparecen así las clasificaciones filogenéticas, basadas primordialmente en las relaciones de proximidad evolutiva entre las distintas especies, reconstruyendo la historia de su diversificación desde el origen de la vida en la Tierra hasta la actualidad. Tales ideas recibieron un mayor impulso con el descubrimiento del proceso de doble fecundación en las angiospermas y del comportamiento de los cromosomas de las plantas durante la división celular por Eduard Adolf Strasburger (1844-1912), y el redescubrimiento de manera independiente de las reglas de la herencia por Erich von Tschermak (1871-1962), Carl Correns(1864-1933) y Hugo de Vries (1848-1935), ya que desafortunadamente la obra del padre de la genética Gregor Mendel (1822-1884; Versuche über Plflanzenhybriden, ‘Experimentos sobre hibridación de plantas’, 1866) había pasado inadvertida en su época.
El primer sistema filogenético admitido fue el contenido en el Syllabus der Planzenfamilien (1892) de Adolf Engler (1844-1930) y conocido más tarde como Sistema de Engler, en donde además se aportan importantes ideas acerca del origen de la flor. Para Engler la flor más primitiva habría derivado de una inflorescencia de gimnosperma del tipo de las Gnetatas y, por lo tanto, debía de ser apétala (sin cáliz ni corola), unisexual y anemófila (polinizada por el viento). Consideró entonces a las plantas con flores unisexuales y polinización anemógama como las más primitivas de las angiospermas; posteriormente habría aparecido un perianto con dos verticilos constituidos por piezas libres, los que se habrían fusionado en las plantas más evolucionadas. En las dicotiledóneas, por lo tanto, consideró como más primitivos los órdenes Piperales, Salicales y Juglandales, entre otros, ya que las especies pertenecientes a los mismos presentan flores unisexuales, sin envoltura periántica o con piezas reducidas a brácteas, típicamente reunidas en amentos y anemófilas. A continuación situó los órdenes con corola dialipétala, tales como Ranales, Rosales y Geraniales, entre otros, y, por último, a los órdenes con corola gamopétala, tales como Ericales y Cucurbitales. Reunió a las apétalas y a las dialipétalas en el grupo Archiclamideae (‘arquiclamídeas’), y a los grupos con corola gamopétala en Metaclamideae (‘metaclamídeas’), grupo más evolucionado pero con origen polifilético. Merece destacarse por el nivel de profundidad que alcanzó la clasificación de las Gimnospermas, la cual fue dividida en siete clases: Cycadofilicales, Cycadales, Bennettitales, Ginkgoales, Coniferales, Cordaitales y Gnetales.
Entre 1887 y 1915 Engler y Karl Anton Eugen Prantl (1849-1893) publicaron una extensa obra, Die Natürlichen Pflanzenfamilien, donde se revisó la clasificación de Jussieu y en la que establecen un total de 17 divisiones para las plantas, 15 para las criptógamas y dos para las fanerógamas. La modificación más importante en relación con las criptógamas fue la separación de pirrófitos y carófitos del resto de algas verdes y la delimitación definitiva entre algas y hongos. Los cormófitos fueron separados en dos divisiones independientes según si sus gametófitos masculinos presentaran o no tubo polínico: las embriófitas sifonógamas y las embriófitas asifonógamas, respectivamente.
El principal fallo de esta clasificación fue igualar lo simple con lo primitivo, ignorando en su mayor parte el significado de la reducción. Este sistema no es de extracción totalmente filogenética, razón por la cual ha sido muy criticado. No obstante, el Sistema de Engler y sus numerosas adaptaciones posteriores han sido la base de un marco universal de referencia según el cual se han ordenado (y se siguen ordenando) muchas floras y herbarios de todo el mundo. Aunque algunos de sus principios para interpretar el proceso evolutivo en las plantas han sido abandonados por la ciencia moderna, aún constituye una de las propuestas más aceptadas como marco global de referencia.

### Nacen varias subdisciplinas
El botánico sueco Erik Acharius (1757-1819), miembro de la generación de botánicos que continuaron la obra de Linneo, dedicó su trabajo al estudio de los líquenes, publicando varias obras en ese campo, tales como Lichenographiæ suecicæ prodromus (1798), Methodus lichenum (1803), Lichenographia universalis (1810) y Synopsis methodica lichenum (1814) por lo que se lo considera el precursor de la liquenología.
El irlandés William Henry Harvey (1811-1866), autor de A Manual of the British Algae (1841), Phycologia Britannica (4 volúmenes, 1846–51), Nereis Boreali-Americana (3 partes 1852-85) y Phycologia Australica (5 volúmenes, 1858–63), es reconocido como uno de los más grandes investigadores en el campo de la ficología, el estudio de las algas.
El hallazgo e identificación de restos fósiles de plantas y su utilización para reconstruir el ambiente pasado y la evolución de las plantas, disciplina denominada paleobotánica, tuvo un gran impulso en esta época. Kaspar Maria von Sternberg (1761-1838), considerado un pionero en este campo, estableció la asociación de las plantas fósiles a determinados ambientes pasados y demostró las semejanzas ecológicas y botánicas entre las plantas fósiles y las plantas actuales del mismo ambiente. Su trabajo contribuyó mucho para cambiar la idea que se tenía en el siglo XVIII en relación con la vida antediluviana. Su mayor volumen de trabajo científico fue publicado entre 1820 y 1838 contando con unos 70 títulos entre los cuales Versuch einer geognostisch-botanischen Darstellung der Flora der Vorwelt (Estudio de una Asociación Geobotánica de Flora Prehistórica) se considera su obra de mayor impacto.

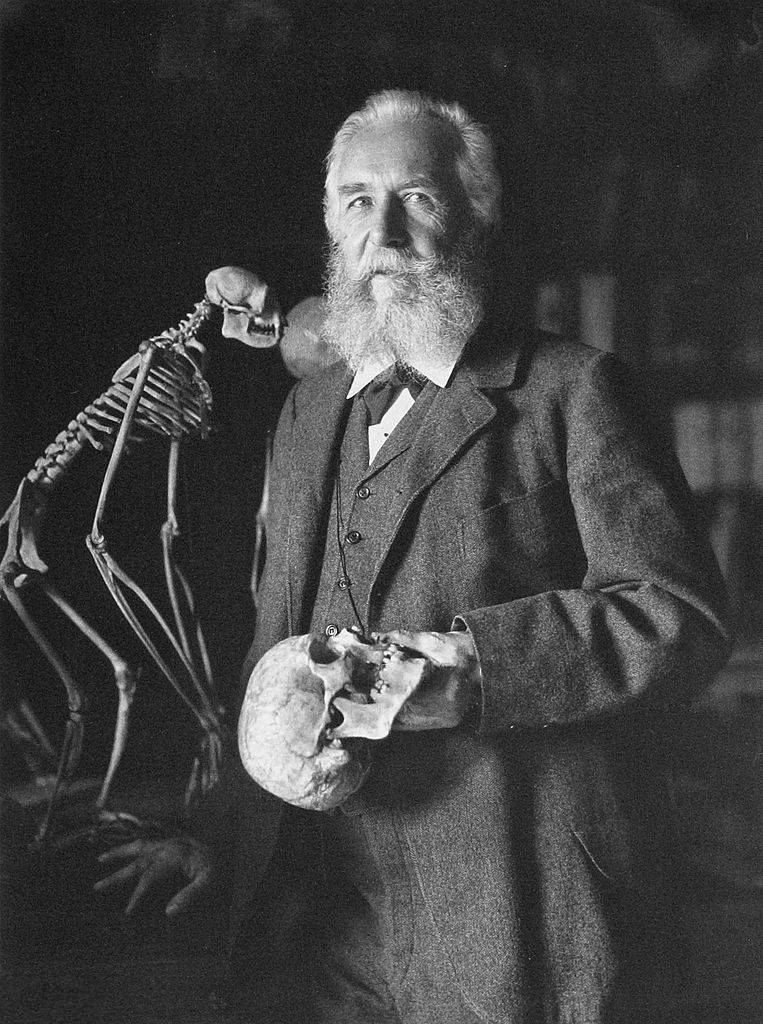
Ernst Haeckel, considerado el fundador de la Ecología.

El término ecología fue acuñado por el biólogo alemán Ernst Haeckel en 1866, quien lo definió como la «ciencia de las relaciones entre los organismos y su ambiente». No obstante, la primera obra dedicada a la ecología («Plantesamfund. Grundtræk af den økologiske Plantegeografi»), junto con el primer curso universitario sobre el tema, fue escrita en 1895 por Eugenius Warming (1841-1924) al que —por esa razón— se le considera el fundador de la ecología.

### SigloXX
A principios del siglo XX se publicaron dos obras que iban a rebatir las ideas de la escuela de Engler. La primera de ellas fue Morphology of Angiosperms (‘Morfología de las angiospermas’, 1904) de John Merle Coulter (1851-1928) y Charles Joseph Chamberlain (1863-1943), el segundo fue On the origin of angiosperms (‘Sobre el origen de las angiospermas’, 1907) seguido inmediatamente por Studies on the evolution of angiosperms: the relationship of the angiosperms to the Gnetales (‘Estudios sobre la evolución de las angiospermas: la relación entre las angiospermas y las Gnetales’, 1908) de E. A. N. Arber y J. Parkin. En estos trabajos se postuló que el origen de las angiospermas más primitivas había que buscarlo en un grupo de gimnospermas, las Bennettitales, en las que por plegamientos de los macrosporófilos de una planta monoica se habrían formado carpelos cerrados, y las hojas estériles de la parte inferior constituirían las piezas del perianto. Por tanto, las angiospermas más primitivas serían hermafroditas y presentarían las piezas del perianto dispuestas en espiral, en contraposición a la idea de Engler. Los grupos que en la actualidad poseen estos caracteres en angiospermas son Ranales  y Magnoliales; los grupos con inflorescencia en amento serían entonces derivados. Estas ideas serían el germen para la nueva «escuela ranaliana», cuyos más destacados seguidores han sido el botánico inglés John Hutchinson (1884-1972), el húngaro Rezső Soó (1903-1980), el armenio Armén Tajtadzhián (1910-2009), los estadounidenses Arthur John Cronquist (1919-1992) y Charles Bessey (1845-1915), y el austriaco Friedrich Ehrendorfer (1927-?).
Charles Bessey fue el primero en encabezar la escuela ranaliana y en establecer los principios de la nueva teoría opuesta a la pseudántica, la que fue denominada «teoría euántica». Según este autor, la flor más primitiva sería hermafrodita, con perianto y con polinización zoógama y se habría originado a partir de las Cicadofitinas. Bessey consideró dos líneas filogenéticas en las dicotiledóneas, una con el ovario súpero y otra con el ovario ínfero o semiínfero, considerando además que el ovario ínfero ha surgido varias veces en las dicotiledóneas. La base de su clasificación radicaba en un conjunto de caracteres que consideraba primitivos o que habrían aparecido antes, resaltando que la diferencia primitivo-versus-avanzado no es equivalente a simple-versus-complejo, ya que se han podido producir reducciones durante el proceso de cambio evolutivo. Debido al énfasis que puso en las especies de la flora norteamericana, la taxonomía de Bessey en su forma original, la cual representaba 23 años de labor (desde 1893 a 1915), sólo tuvo una aplicación restringida para el centro y norte de los Estados Unidos.
John Hutchinson en su obra The Families of Flowering Plants: Arranged According to a New System Based on Their Probable Phylogeny (‘Las familias de plantas con flores: dispuestas de acuerdo a un nuevo sistema basado en su filogenia probable’, 1926 & 1934) realizó una clasificación siguiendo la teoría euántica, en la que le brindó especial importancia al porte leñoso o herbáceo, por lo que reconoce en algunos grupos un origen polifilético. Hutchinson enunció 24 principios acerca de qué caracteres deberían considerarse más primitivos y cuáles más avanzados, los cuales son en la actualidad ampliamente aceptados.
Arthur John Cronquist publicó en 1960 una clasificación del reino vegetal basada fundamentalmente en el tipo de nutrición, en la presencia o ausencia de clorofila y otros pigmentos, tipos de cilios o flagelos, estructura del núcleo, estructura de la pared celular y otros caracteres histológicos. Divide al Reino vegetal en dos subreinos: Embryophyta (Cormophyta) y Thalophyta. En 1966 Cronquist publicó junto con Armén Tajtadzhián y Walter Zimmermann (On the higher taxa of Embryophyta, ‘Sobre los taxa superiores de las embriófitas’) una clasificación de los Embriófitos (con esporófitos que comienzan su desarrollo como parásitos sobre el gametófito o sobre el esporófito adulto) en la que los separa en ocho divisiones, y respecto de plantas con flores, sigue las mismas ideas que Armén Tajtadzhián. En 1968 Cronquist estableció para las angiospermas dos grandes clases, Magnoliatae y Liliatae, reconociendo además las siguientes subdivisiones:

- Clase Magnoliatae (dicotiledóneas)
  - subclase Magnoliidae
  - subclase Caryophyllidae
  - subclase Hammamelididae
  - subclase Rosidae
  - subclase Dillenidae
  - subclase Asteridae

- Clase Liliatae (monocotiledóneas)
  - subclase Alismatidae
  - subclase Lilidae
  - subclase Commelinidae
  - subclase Arecidae
  - subclase Zingiberidae

Esta clasificación, con las modificaciones dadas en 1981 (An integrated system of classification of flowering plants, ‘Un sistema integrado de clasificación de las plantas con flores’), fue considerada como la más actualizada hasta el siglo XXI. Es de destacar también la obra posterior de 1988 (The evolution and classification of flowering plants, ‘La evolución y clasificación de las plantas con flores’). El sistema de Cronquist fue adoptado por los principales proyectos de florística, incluyendo el Manual Jepson para la flora de California, Flora of North America, Flora of Australia y Flora of China.

### Los reinos de organismos y la circunscripción actual de algas, hongos y plantas
La idea de que la naturaleza puede ser dividida en tres reinos (mineral, vegetal y animal) fue propuesta por N. Lemery (1675) y popularizada por Linneo en el siglo XVIII.
A pesar de que con posterioridad fueron propuestos reinos separados para los hongos (en 1783), protozoarios (en 1858) y bacterias (en 1925) la concepción del siglo XVII de que solo existían dos reinos de organismos dominó la biología por tres siglos. El descubrimiento de los protozoarios en 1675, y de las bacterias en 1683, ambos realizados por Leeuwenhoek, finalmente comenzó a minar el sistema de dos reinos. No obstante, un acuerdo general entre los científicos acerca de que el mundo viviente debería ser clasificado en al menos cinco reinos, solo fue logrado luego de los descubrimientos realizados por la microscopía electrónica en la segunda mitad del siglo XX. Tales hallazgos confirmaron que existían diferencias fundamentales entre las bacterias y los eucariotas y, además, revelaron la tremenda diversidad ultraestructural de los protistas. La aceptación generalizada de la necesidad de utilizar varios reinos para incluir a todos los seres vivos también debe mucho a la síntesis sistemática de Herbert Copeland (1956) y a los influyentes trabajos de Roger Y. Stanier (1961-1962) y Robert H. Whittaker (1969).
En el sistema de seis reinos, propuesto por Thomas Cavalier-Smith en 1983 y modificado en 1998, las bacterias son tratadas en un único reino (Bacteria) y los eucariotas se dividen en 5 reinos: protozoarios (Protozoa), animales (Animalia), hongos (Fungi), plantas (Plantae) y Chromista (algas cuyos cloroplastos contienen clorofilas a y d, así como otros organismos sin clorofila relacionados con ellas). La nomenclatura de estos tres últimos reinos, clásico objeto de estudio de la botánica, está sujeta a las reglas y recomendaciones del Código Internacional de Nomenclatura Botánica las cuales son publicadas por la Asociación Internacional para la Taxonomía de Plantas (conocida por la sigla en inglés IAPT, acrónimo de International Association for Plant Taxonomy). Esta asociación, fundada en 1950, tiene como misión la promoción de todos los aspectos de la Botánica Sistemática y su importancia para la comprensión de la biodiversidad, incluyendo el reconocimiento, organización, evolución y denominación de hongos y plantas, tanto vivas como fósiles.

### Biología molecular de plantas

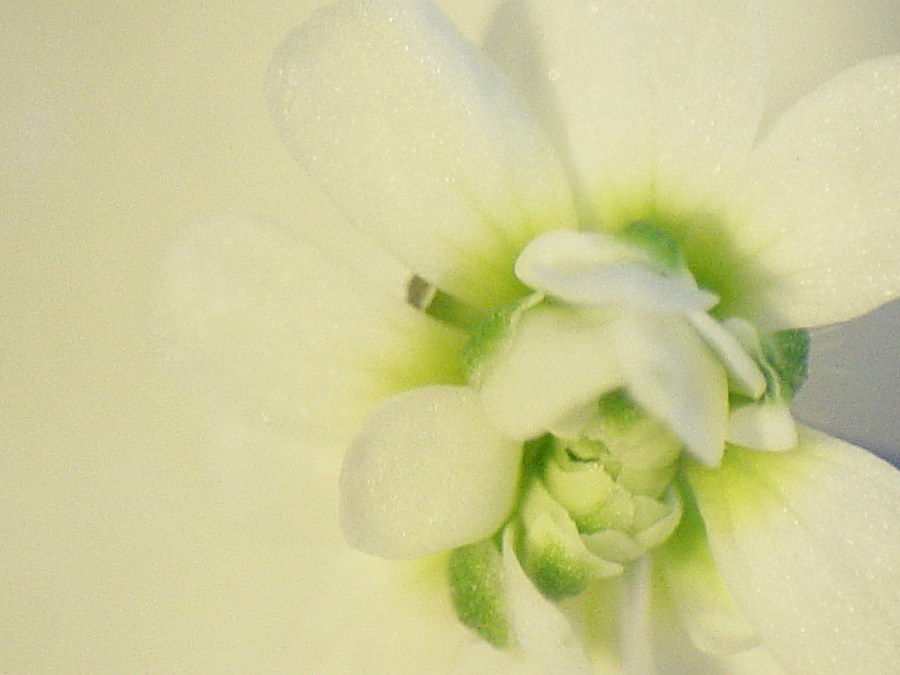
Un mutante de flor doble de Arabidopsis, originalmente documentado en 1873.

Arabidopsis thaliana, una especie de la familia de la mostaza y de la coliflor (Brassicaceae), que crece en casi cualquier lugar del Hemisferio Norte, pequeña (sólo de 10 a 15 cm de altura), con un período de vida de 6 a 8 semanas, sin ninguna importancia agronómica ni estética, pasó a desempeñar un papel destacado en la biología molecular de las plantas a partir de los años ochenta.
Las investigaciones se focalizaron en dos ecotipos de Arabidopsis. El primero de ellos es un ecotipo silvestre, originalmente denominado «Landsberg», que fue sometido a mutagénesis con rayos X y del cual se seleccionó una línea mutante conocida como «Landsberg erecta» o simplemente Lan (o, también, Ler), utilizada como línea de fondo para generar gran cantidad de nuevos mutantes. El segundo fue seleccionado a partir de la población original no irradiada de Landsberg; se trata de un ecotipo muy vigoroso y fértil y se le conoce como «Columbia» (o Col), y se hizo muy popular en los años noventa cuando fue elegido para el proyecto de secuenciación del genoma de Arabidopsis. Ambos ecotipos son muy diferentes morfológicamente y genotípicamente (difieren en unos 50 000 polimorfismos) por lo que fueron ampliamente utilizados para aislar con relativa facilidad alelos mutantes mediante la técnica de clonado posicional. En conjunto, ambos ecotipos constituyeron un modelo satisfactorio para el estudio de la Biología molecular de las plantas y, de hecho, comenzaron a ser tratados como un modelo material del genoma de todas ellas. De hecho, el genoma de esta especie fue el primer genoma de plantas en ser secuenciado, hacia finales del siglo XX, y la información acumulada sobre esta especie ha permitido dilucidar los aspectos moleculares de algunos temas centrales de la botánica, tales como los mecanismos moleculares implicados en el proceso de floración, del desarrollo de las raíces, de la recepción de luz y de las interrelaciones entre las plantas y los patógenos.

### Citogenética clásica y molecular
La citogenética es la disciplina que trata sobre la estructura y el comportamiento de los cromosomas, así como de las implicaciones genéticas derivadas de su estudio.
La citogenética clásica propiamente dicha nació en los albores del siglo XX con los estudios sobre la estructura y comportamiento de los cromosomas del maíz, los cuales dominaron una buena parte de las ciencias biológicas de la época. Gracias a estos primeros resultados, hacia 1930 ya se contaba con mapas detallados de los cromosomas del maíz observados durante el período de la meiosis llamado paquinema o paquitene, donde cada cromosoma podía ser diferenciado sobre la base en su tamaño, la posición del centrómero, el largo de sus cromátidas y los patrones de coloración de la cromatina. Como resultado de ello, diferentes mapas citogéneticos estuvieron rápidamente a disposición de los genetistas, cada vez más interesados en el estudio detallado del genoma. Dentro de los muchos estudios citogéneticos realizados cabe destacar las contribuciones pioneras de Barbara McClintock al conocimiento de la dinámica de los elementos móviles o transposones en los cromosomas del maíz. Años más tarde, se desarrollaría el primer sistema citogénetico para el tomate, basado en la información generada por los estudios sobre los cromosomas paquiténicos. Fue justamente este complejo sistema el que sirvió de base para la clonación del primer gen de resistencia a enfermedades en una especie de planta. Tras el descubrimiento en 1953 de la estructura del ADN por James Watson y Francis Crick, la mayor parte de los trabajos científicos en el área de la citogenética se orientaban a la descripción minuciosa de la forma y el número de cromosomas, así como a la caracterización detallada de las mutaciones. El rápido desarrollo de nuevas metodologías de tinción y manipulación de los cromosomas llevó a sentar las bases para el gran desarrollo que habría de tener la citogenética en los años venideros.
El punto de partida de la citogenética molecular se remonta a los primeros experimentos de hibridación con sondas de ADN y de ARN marcadas radiactivamente. A pesar de la importancia de estos resultados, por aquella época la técnica per se no tuvo el auge esperado. Un año después se demostró que algunos agentes fluorescentes como la quinacrina, permiten obtener patrones de bandas específicos cuando se fijaban sobre regiones cromosómicas ricas en guanina. Este tipo de bandeo diferencial, conocido como ‘bandas Q', sirvió de base para la identificación completa de los cromosomas en humanos y más tarde en plantas. El desarrollo de métodos rápidos y precisos para la marcación y detección de sondas, así como la utilización de software especializado para el tratamiento de imágenes, darían un gran empuje a las técnicas modernas basadas en la llamada hibridación in situ fluorescente o FISH (acrónimo para fluorescent in situ hybridization) utilizadas primero en la investigación médica y más tarde en la botánica. Para mediados de la década de 1990, los primeros estudios de FISH en diferentes especies vegetales se orientaron principalmente al mapeo de secuencias repetitivas y de familias de multigenes, para luego utilizarse en el estudio comparativo de genomas y en el mapeo físico de distintos genes.

### Filogenia molecular y el inicio de un nuevo sistema de clasificación para las angiospermas
Durante la última década del siglo XX, la reconstrucción de la filogenia de las angiospermas dio un gran paso hacia adelante. Por un lado, se acumuló rápidamente una gran cantidad de información sobre secuencias de ADN de muchas especies de plantas, en particular las secuencias del gen del cloroplasto denominado rbcL, lo que suministraba un conjunto de datos extremadamente informativo. Por otro lado, los análisis cladísticos de bases de datos como la mencionada se mejoraron sustancialmente, en especial a través del desarrollo de una teoría filogenética y su aplicación al análisis de grandes bases de datos, así como la creación de varios métodos para realizar inferencias estadísticas acerca de las agrupaciones de especies en clados dentro de los árboles filogenéticos.
Quedó entonces establecido un esbozo del árbol filogenético de todas las angiospermas, identificándose varios clados importantes que involucraban muchas familias. En muchas oportunidades este nuevo conocimiento de la filogenia reveló relaciones que se hallaban en conflicto con las clasificaciones modernas ampliamente utilizadas (como las previamente descritas por Cronquist, Thorne y Takhtajan) las cuales estaban basadas en similitudes escogidas a priori y en diferencias morfológicas.
Fue evidente, en un corto período, que los sistemas filogenéticos de clasificación desarrollados durante la mayor parte del siglo XX no reflejaban adecuadamente las relaciones filogenéticas entre las angiospermas. Por esa razón, un grupo de taxónomos, autodenominados Grupo para la Filogenia de las Angiospermas (o más conocido como APG, acrónimo inglés para Angiosperm Phylogeny Group») propusieron en 1998 una nueva clasificación para este grupo de plantas en un trabajo denominado An ordinal classification for the families of flowering plants. El sistema APG de 1998 comprendía 462 familias dispuestas en 40 órdenes y unos pocos grupos superiores probablemente monofiléticos. Estos últimos fueron informalmente denominados monocotas, commelinoides (luego cambiado a commelínidas), eudicotas, eudicotas nucleares, rósidas y astéridas. Cinco años después, en 2003, los avances de los estudios filogenéticos en muchos grupos de angiospermas motivaron la compilación y publicación de un segundo trabajo (An update of the Angiosperm Phylogeny Group classification for the orders and families of flowering plants: APG II) conocido como sistema de clasificación APG II, en el cual se profundizaron los análisis previos, añadiendo nuevos órdenes y circunscribiendo nuevamente algunas familias.

## Estado actual y perspectivas de la botánica
En las últimas décadas se han investigado y publicado en revistas científicas innumerables ejemplos acerca de las relaciones evolutivas entre distintos grupos de organismos y las secuencias de eventos de especiación que los han originado. Esta área explosiva de análisis filogenéticos se ha basado en la capacidad actual para examinar y comparar secuencias de ADN y tiende a abordar uno de los temas más importantes de la biología: la evolución de la especie humana y la de millones de otras especies. Como grupo evolutivo, las plantas verdes son distintivas no solo por la vasta cantidad de modos de reproducción que presentan sino también por su forma de producir su propio alimento a través de la fotosíntesis. La comprensión del origen de la vida sobre la Tierra estará incompleta hasta que no se desvelen con precisión los procesos evolutivos que han generado la diversidad de especies de plantas actuales. "Un abominable misterio" es el modo en el que Darwin describió la aparición súbita de las plantas con flores en el registro fósil. Por más de 100 millones de años éstas han sido el tipo más común de planta en el planeta y, de hecho, la masa de un solo tipo de planta con flor, los árboles, excede la de cualquier otro tipo de organismo. La creación y evolución posterior de la estructura reproductiva, la flor, responsable de la radiación adaptativa de este grupo de organismos se ha comenzado a entender, si bien el misterio de Darwin todavía no está resuelto.
A pesar de que el conocimiento acerca de los ancestros de las plantas se está comenzando a dilucidar, solo un pequeño número de secuencias de genes han sido examinadas. En la actualidad se está tratando de incrementar ese número e integrar la historia evolutiva que tales secuencias encierran. Más importante aún, se está tratando de sintetizar avances científicos en distintas áreas del conocimiento de la botánica que, con antelación, permanecían inconexos.
Las angiospermas son el grupo de plantas que mayor atención han despertado entre los botánicos, otros grupos —evolutivamente más antiguos y mucho más simples de estudiar— tales como las briófitas, no han recibido tanta hasta el momento, por lo que se espera que en los próximos años emerjan nuevos conceptos o paradigmas a partir de su estudio. Las algas, otro ejemplo de grupo que no ha sido profundamente analizado, son extraordinariamente diversas y se ha descubierto que contienen al menos siete linajes evolutivos diferentes, solo uno de los cuales dio origen al reino Plantae. Como tales, las algas representan una miríada de experimentos sobre adaptación susceptibles de estudios comparativos debido a su diversidad y relativa simplicidad.
El crecimiento de las plantas es también un proceso distintivo debido a su plasticidad, un fenómeno que todavía no se comprende totalmente. Debido a que las plantas son inmóviles y están ancladas a un sustrato presentan una extrema capacidad para modificar su hábito de crecimiento. Las plantas no pueden escapar de un predador, de un competidor o de una condición ambiental que impida su normal desarrollo. Por esa razón responden adaptativamente modificando su crecimiento y desarrollo para formar estructuras bastante alejadas de las usuales. Estos cambios dramáticos en el aspecto de un mismo individuo ante diferentes condiciones del ambiente permite abordar otro aspecto esencial de la Biología: el modo en que los genes interactúan con el ambiente para determinar la forma y el tamaño del organismo, o -en otras palabras- cuál es la base genética de la plasticidad.
Aparte de los avances de la botánica pura, la botánica aplicada ha evolucionado desde la antigüedad para hallar nuevas respuestas a las crecientes necesidades humanas, tanto en la alimentación como en las aplicaciones médicas, textiles, industriales y como fuente de energía renovable. En la actualidad, numerosos investigadores en todo el mundo dedican su trabajo a encontrar fuentes nuevas de energía, las que se basan en procesos de fermentación del maíz u otras especies para producir etanol o metanol, e incluso en la fotosíntesis y posterior combustión de algas. La biorremediación mediante el uso de plantas, hongos y algas es otro aspecto central en las investigaciones actuales para aliviar el efecto de la contaminación producida por desechos tóxicos. Asimismo, el papel de las plantas en la medicina se está expandiendo más allá de su uso tradicional y continuó en la farmacia, para tratar de convertir a varias especies de plantas en factorías de anticuerpos monoclonales contra el cáncer y otros compuestos biofarmacéuticos. El papel de otros organismos, tales como los hongos, en la búsqueda de nuevos compuestos para el tratamiento de diversas dolencias también se ha acrecentado. La ingeniería genética de plantas ha tomado un lugar, al lado del mejoramiento genético convencional, como un modo de crear nuevos caracteres beneficiosos para los cultivos. De hecho, la mayoría de los cultivos destinados a alimento, forraje, fuentes de fibras textiles y aceites comestibles se están modificando genéticamente para incrementar su tolerancia a enfermedades, sequía, baja temperatura, diversos herbicidas y a la herbivoría.
A través de la historia, el destino de la especie humana ha estado inexorablemente asociado a las plantas, desde el desarrollo de la agricultura, pasando por los grandes viajes de descubrimiento incentivados por la búsqueda de especias exóticas hasta la Revolución Verde. No existe razón alguna para suponer que nuestro destino está actualmente más separado de las plantas que hace siglos o milenios atrás. De hecho, la dependencia del ser humano con respecto a las plantas parece ser cada vez mayor, teniendo en cuenta que la mayor parte de la provisión de alimentos del mundo proviene de solamente unas veinte especies de plantas. El conocimiento de las mismas, de su estructura, funcionamiento e interrelaciones, el mantenimiento de su diversidad y el aprovechamiento de las mismas para suplir las necesidades humanas continuarán siendo la misión de la Botánica para los próximos siglos.